# 十日町市
十日町市（とおかまちし）は、新潟県南部（中越地方）にある市。
世界最大級の野外アート展として知られる大地の芸術祭 越後妻有アートトリエンナーレの開催地である。

## 地理

2022年（令和4年）撮影の十日町市中心部周辺の空中写真。
2022年10月21日撮影の24枚を合成作成。。

市中央を日本一長い河川である信濃川が流れ、十日町盆地とともに雄大な河岸段丘が形成されている。市の南部には日本三大渓谷に数えられ、上信越高原国立公園の一部である清津峡、西部には日本三大薬湯のひとつ松之山温泉がある。
日本有数の豪雪地帯として知られていて、多い年には市街地でも2m～3mの積雪となり、特別豪雪地帯に指定されている。魚沼産コシヒカリの産地として、全域で稲作が広く行われている。 

### 盆地
- 十日町盆地

### 山
- 魚沼丘陵（当間山、桝形山）
- 東頸城丘陵（三方岳、天水山）

### 河川
- 信濃川
- 渋海川
- 清津川
- 釜川
- 越道川
- 東川

信濃川の宮中取水ダムは過去70年間、首都圏の鉄道の動力源であったが、そのために本来の信濃川の水量が激減し枯渇寸前となり「河原砂漠」とまで呼ばれるようになった。2008年、JR東日本による河川法違反（不正取水）が発覚し、同社は国により水利権を剥奪され、70年ぶりに奔流を回復した。

### 国立公園
- 上信越高原国立公園

### 県立自然公園
- 直峰松之山大池県立自然公園

### 隣接している自治体
新潟県
- 長岡市
- 上越市（大島区）
- 柏崎市
- 小千谷市
- 魚沼市
- 南魚沼市
- 中魚沼郡津南町
- 南魚沼郡湯沢町

長野県
- 下水内郡栄村

## 気候
| アメダス「十日町」の極値 | 観測値   | 観測年月日    |
| 最高気温                 | 37.1 °C  | 2022年6月24日 |
| 最低気温                 | −12.8 °C | 1988年2月22日 |
| 日降水量                 | 200 mm   | 2005年6月28日 |
| 最深積雪                 | 391 cm   | 1981年2月28日 |

寒暖の差が大きく気温の年較差、日較差が大きい顕著な大陸性気候である。
全国でも有数の豪雪地帯の1つとなっており、特別豪雪地帯に指定されている。年間平均降雪量は967 cm、年間最深積雪量は217 cmである。
ケッペンの気候区分では地中海性気候に分類されていたが、1936年に同気候の定義が変更され温暖湿潤気候に移行した。
山間部はこれ以上の降雪量があり、松之山では積雪量が4 mを超えることもある。
| 十日町市（十日町地域気象観測所）の気候                  | 十日町市（十日町地域気象観測所）の気候 | 十日町市（十日町地域気象観測所）の気候 | 十日町市（十日町地域気象観測所）の気候 | 十日町市（十日町地域気象観測所）の気候 | 十日町市（十日町地域気象観測所）の気候 | 十日町市（十日町地域気象観測所）の気候 | 十日町市（十日町地域気象観測所）の気候 | 十日町市（十日町地域気象観測所）の気候 | 十日町市（十日町地域気象観測所）の気候 | 十日町市（十日町地域気象観測所）の気候 | 十日町市（十日町地域気象観測所）の気候 | 十日町市（十日町地域気象観測所）の気候 | 十日町市（十日町地域気象観測所）の気候 |
| 月                                                      | 1月                                    | 2月                                    | 3月                                    | 4月                                    | 5月                                    | 6月                                    | 7月                                    | 8月                                    | 9月                                    | 10月                                   | 11月                                   | 12月                                   | 年                                     |
| ------------------------------------------------------- | -------------------------------------- | -------------------------------------- | -------------------------------------- | -------------------------------------- | -------------------------------------- | -------------------------------------- | -------------------------------------- | -------------------------------------- | -------------------------------------- | -------------------------------------- | -------------------------------------- | -------------------------------------- | -------------------------------------- |
| 最高気温記録 °C （°F）                                  | 14.1 (57.4)                            | 16.8 (62.2)                            | 22.6 (72.7)                            | 30.4 (86.7)                            | 32.8 (91)                              | 37.1 (98.8)                            | 36.1 (97)                              | 37.0 (98.6)                            | 35.5 (95.9)                            | 32.4 (90.3)                            | 25.5 (77.9)                            | 20.5 (68.9)                            | 37.1 (98.8)                            |
| 平均最高気温 °C （°F）                                  | 3.0 (37.4)                             | 3.9 (39)                               | 7.7 (45.9)                             | 15.3 (59.5)                            | 22.1 (71.8)                            | 25.3 (77.5)                            | 28.6 (83.5)                            | 30.2 (86.4)                            | 25.8 (78.4)                            | 19.7 (67.5)                            | 13.1 (55.6)                            | 6.2 (43.2)                             | 16.8 (62.2)                            |
| 日平均気温 °C （°F）                                    | −0.1 (31.8)                            | 0.1 (32.2)                             | 2.8 (37)                               | 8.9 (48)                               | 15.9 (60.6)                            | 20.1 (68.2)                            | 23.8 (74.8)                            | 24.9 (76.8)                            | 20.7 (69.3)                            | 14.4 (57.9)                            | 8.1 (46.6)                             | 2.5 (36.5)                             | 11.8 (53.2)                            |
| 平均最低気温 °C （°F）                                  | −2.9 (26.8)                            | −3.3 (26.1)                            | −1.3 (29.7)                            | 3.5 (38.3)                             | 10.3 (50.5)                            | 15.8 (60.4)                            | 20.1 (68.2)                            | 20.9 (69.6)                            | 16.7 (62.1)                            | 10.3 (50.5)                            | 4.0 (39.2)                             | −0.4 (31.3)                            | 7.8 (46)                               |
| 最低気温記録 °C （°F）                                  | −12.1 (10.2)                           | −12.8 (9)                              | −9.2 (15.4)                            | −5.0 (23)                              | 1.3 (34.3)                             | 6.3 (43.3)                             | 13.0 (55.4)                            | 12.6 (54.7)                            | 6.2 (43.2)                             | 0.4 (32.7)                             | −4.7 (23.5)                            | −10.6 (12.9)                           | −12.8 (9)                              |
| 降水量 mm （inch）                                      | 392.4 (15.449)                         | 262.2 (10.323)                         | 177.7 (6.996)                          | 111.2 (4.378)                          | 100.5 (3.957)                          | 135.6 (5.339)                          | 220.9 (8.697)                          | 183.3 (7.217)                          | 168.7 (6.642)                          | 167.4 (6.591)                          | 233.7 (9.201)                          | 397.8 (15.661)                         | 2,537 (99.882)                         |
| 降雪量 cm （inch）                                      | 354 (139.4)                            | 263 (103.5)                            | 139 (54.7)                             | 25 (9.8)                               | 0 (0)                                  | 0 (0)                                  | 0 (0)                                  | 0 (0)                                  | 0 (0)                                  | 0 (0)                                  | 7 (2.8)                                | 193 (76)                               | 967 (380.7)                            |
| 平均降水日数 （≥1.0 mm）                                | 25.0                                   | 21.1                                   | 19.6                                   | 13.8                                   | 11.6                                   | 12.4                                   | 15.1                                   | 12.3                                   | 13.7                                   | 14.9                                   | 18.3                                   | 22.9                                   | 200.8                                  |
| 平均月間日照時間                                        | 45.7                                   | 66.6                                   | 109.9                                  | 169.1                                  | 205.8                                  | 158.1                                  | 148.6                                  | 191.9                                  | 137.8                                  | 130.1                                  | 100.9                                  | 62.9                                   | 1,527.5                                |
| 出典：気象庁 (平均値：1991年-2020年、極値：1978年-現在) |                                        |                                        |                                        |                                        |                                        |                                        |                                        |                                        |                                        |                                        |                                        |                                        |                                        |

## 歴史
十日町市を含むこの地方一帯で人類の活動が始まったのは大変古いと見られていて、河岸段丘上のあちらこちらで旧石器時代の石器類が出土している。笹山遺跡から発掘された火焔型土器・王冠型土器を含む深鉢形土器群は、5,000年ほど前の縄文時代中期に作られたものと推定され、2017年現在、新潟県では唯一の国宝であり、かつ、縄文時代の土器としては唯一の国宝である。

### 縄文時代

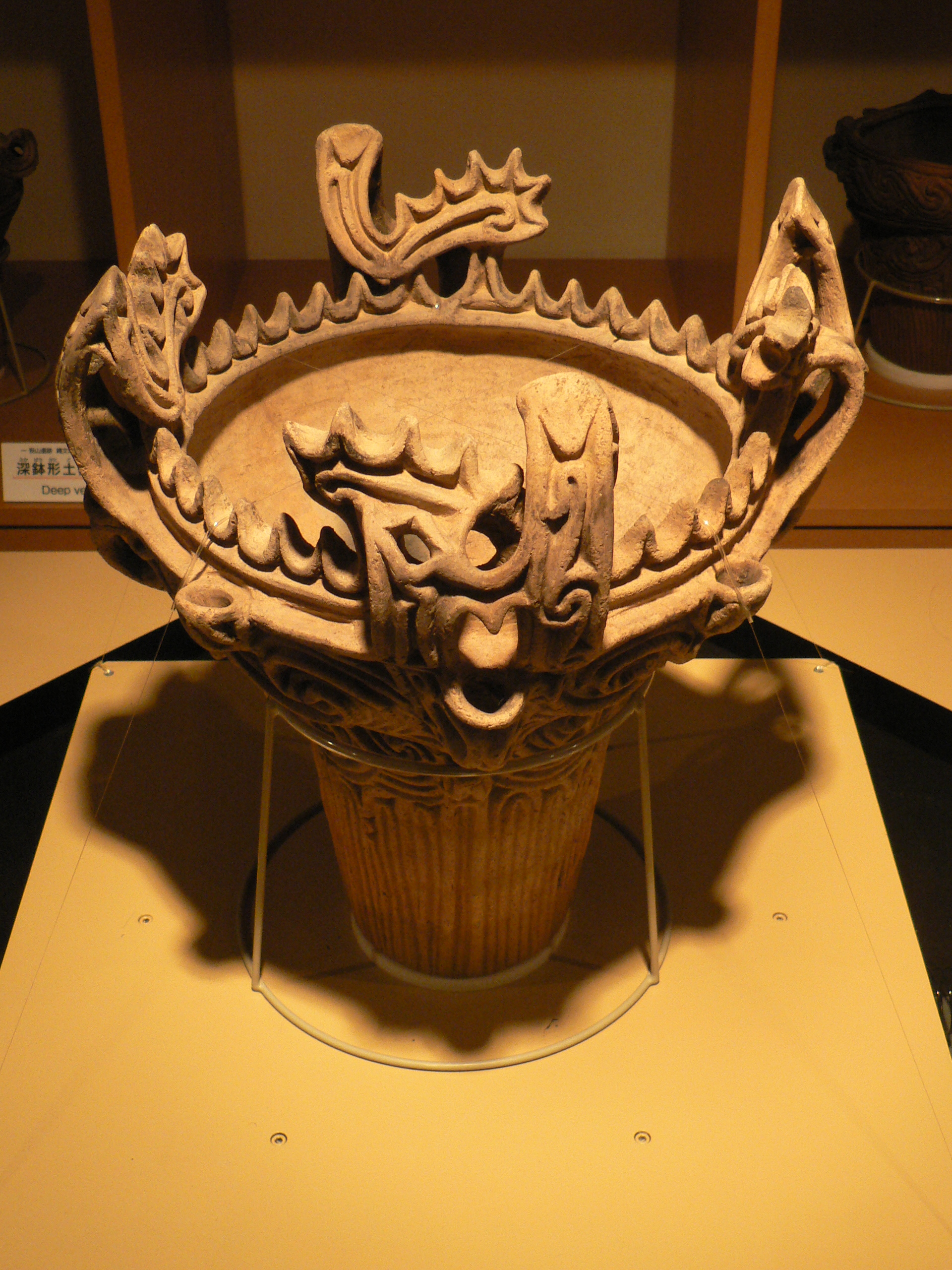
火焔型土器（指定番号1）（国宝）

- 紀元前10000年頃（縄文時代草創期）- 土器が作られ始め、有舌尖頭器・局部磨製石斧などが使われる。（江崎遺跡、馬場神社遺跡など）
- 紀元前3000年頃（縄文時代中期）- 大規模な集落を営むようになる。この頃、火焔型土器が作られる。（笹山遺跡、池ノ端遺跡、麻畑原A遺跡など）

### 弥生時代
- 弥生時代前期末 - この頃から県内に弥生文化が伝播し、水稲の栽培が始まる。

### 飛鳥時代
- 702年 - 越中国から頸城・古志・魚沼・蒲原四郡を割き、越後国に所属させる。
- この頃、犬伏の松苧神社が創建されたという伝承がある。

### 平安時代
- 927年 -『延喜式』の越後七郡の中に魚沼郡が見える。
- 937年 -『和名類聚抄』の魚沼郡の中に賀彌・那珂・苅上・千屋の四郷が記載される。このうち那珂郷が旧十日町市域にあたると考えられている。なお、松代・松之山地域は頸城郡に属し、頸城郡十郷のうちの五公郷内に入っていたと考えられている。

### 鎌倉時代
- 1311年 - 長徳寺に板碑が建立される。
- 1331年 - 新田義貞が挙兵する。大井田経隆ら魚沼の一族が駆けつけ、鎌倉幕府を倒す。

### 室町時代
- この頃、松之山温泉が開湯されたと考えられている。
- 1507年 - 上杉房能が旧松之山町天水で自刃する。

### 江戸時代
- 1624年 - 松平光長が高田に移り、当地はその所領となる。
- 1681年 - 松平光長が改易処分を受け、知行地は幕府領となる。
- 1684年 - 十日町に幕府の陣屋が置かれる。
- 1724年 - 幕府領魚沼郡が会津藩預かりとなる。
- 1755年 - 幕府が魚沼郡を直轄地にする。
- 1756年 - 前年大凶作。飢民救済のため越後屋（三井）が当地に109両余の施しをする。
- 1768年10月 - 十日町で打ちこわしが起こる。
- 1788年 - 上村山之が句集『雪之集』を出版する。

### 明治期
- 1869年8月 - 柏崎県が置かれ、頸城・刈羽・魚沼・三島・古志を管轄する。
- 1872年7月 - 十日町に郵便取扱所が設置される。
- 1873年6月 - 柏崎県が新潟県に合併される。
- 1875年7月 - 十日町警察署を開設。
- 1876年5月 - 本町通りにガス灯が設置される。
- 1878年9月 - 明治天皇が新潟県内を巡幸する。
- 1879年5月 - 十日町村に中魚沼郡役所が開設される。
- 1880年12月 - 十日町村に中魚沼郡病院が開設される。
- 1889年4月1日 - 町村制施行に伴い中魚沼郡十日町村、原村の区域をもって十日町村（とおかまちむら）が成立。
- 1896年 - 十日町税務所が設置される。
- 1897年9月24日 - 町制施行し十日町となる。
- 1900年
  - 2月 - 十日町銀行が営業開始。
  - 6月 - 十日町大火が発生する。

### 大正期
- 1915年4月 - 十日町図書館開設。
- 1921年4月 - 十日町自動車乗合会社が発足し営業を開始。

### 昭和・戦前戦中期
- 1927年11月 - 十日町線十日町 - 越後川口間が開通。
- 1929年4月 - 十日町小唄が発表される。
- 1929年9月 - 飯山鉄道十日町 - 豊野間が開通。
- 1938年1月 - 十日町映画館崩壊事故が発生。
- 1944年6月 - 十日町線・飯山鉄道が国鉄飯山線となる。

### 昭和・戦後期
- 1945年9月 - 十日町産業復興委員会が発足。
- 1947年 5月 - 十日町製糸工場が操業を開始。
- 1950年 2月4日 - 現代雪まつりとしては全国で初めての雪まつり「十日町雪まつり」を開催。
- 1954年 3月31日 - 中魚沼郡川治村・中条村・六箇村と新設合併し十日町市となる。
- 1964年8月 - 十日町市農業協同組合が発足。
- 1965年7月 - 市民プールが完成。
- 1968年12月 - 十日町ライオンズクラブが発足。
- 1969年1月 - 十日町警察署新庁舎が完成。
- 1970年1月 - 飯山線高場山トンネルが崩壊。
- 1975年2月 - イタリアのコモ市と姉妹都市提携
- 1979年4月 - 十日町市博物館が開館。
- 1982年10月 - 笹山野球場が完成。
- 1983年5月 - 道の駅クロス10十日町が開業。
- 1986年
  - 3月 - 越後縮関連資料（2098点）が国の重要文化財に指定される
  - 11月 - 市営陸上競技場が完成する
- 1988年8月 核兵器廃絶平和都市を宣言

### 平成期
- 1990年1月 - 高田町「コモ通り」が完成する。
- 1991年4月 - 十日町の積雪期用具（3868点）が国の重要文化財に指定される。
- 1992年5月 - 妻有大橋が完成する。
- 1996年10月 - 当間高原リゾートベルナティオが営業開始。
- 1997年3月22日 - ほくほく線が開通。
- 1999年6月7日 - 火焔型土器をはじめとする笹山遺跡出土品が、新潟県内では初、且つ縄文土器として初の国宝に指定された。
- 2000年7月20日 - 9月10日 - 第1回大地の芸術祭 越後妻有アートトリエンナーレ開催。
- 2004年10月23日 - 新潟県中越地震発生。市内各所で甚大な被害が発生。
- 2005年4月1日 - 合併により十日町市再発足。
- 2005年8月 - 市の木をブナに、花をユリに制定
- 2007年7月16日 - 10時13分「新潟県中越沖地震」が発生。被害を受ける。
- 2011年
  - 3月12日 - 長野県北部地震で被害を受ける。
  - 8月19日 - 平成23年7月新潟・福島豪雨で、激甚災害に指定。
- 2012年7月 - 越後妻有里山現代美術館キナーレリニューアルオープン。
- 2014年3月 - 越後妻有雪花火を初開催。
- 2015年11月1日 - 十日町市民憲章を制定。
- 2016年5月2日 - 松之山支所庁舎が移転。
- 2017年
  - 11月3日 - 越後妻有文化ホール・十日町市中央公民館「段十ろう」開館。
  - 11月25日 - 上越魚沼地域振興快速道路（上沼道）「八箇峠道路」八箇IC・野田IC間が開通。

## 行政区域の変遷

十日町地域における平成の大合併。

- 1954年 3月31日 中魚沼郡十日町・川治村・中条村・六箇村が合併し、十日町市が発足。
- 1954年 12月1日 - 中魚沼郡吉田村を編入。
- 1955年2月1日 - 中魚沼郡下条村を編入。
- 1962年4月1日 - 中魚沼郡水沢村を編入。
- 2005年4月1日 - 中魚沼郡川西町・中里村、東頸城郡松代町・松之山町と合併し、改めて十日町市が発足。これにより東頸城郡が消滅。

## 人口
| |                                          |  |
| 十日町市と全国の年齢別人口分布（2005年） | 十日町市の年齢・男女別人口分布（2005年） |  |
| ■紫色 ― 十日町市 ■緑色 ― 日本全国 | ■青色 ― 男性 ■赤色 ― 女性                |  |
| 十日町市（に相当する地域）の人口の推移 \| 1970年（昭和45年） \| 85,365人 \| \| \| 1975年（昭和50年） \| 81,746人 \| \| \| 1980年（昭和55年） \| 78,791人 \| \| \| 1985年（昭和60年） \| 74,620人 \| \| \| 1990年（平成2年） \| 70,938人 \| \| \| 1995年（平成7年） \| 67,962人 \| \| \| 2000年（平成12年） \| 65,033人 \| \| \| 2005年（平成17年） \| 62,058人 \| \| \| 2010年（平成22年） \| 58,911人 \| \| \| 2015年（平成27年） \| 54,917人 \| \| \| 2020年（令和2年） \| 49,820人 \| \| |                                          |  |
| 総務省統計局 国勢調査より |                                          |  |
| 1970年（昭和45年） | 85,365人                                 |  |
| 1975年（昭和50年） | 81,746人                                 |  |
| 1980年（昭和55年） | 78,791人                                 |  |
| 1985年（昭和60年） | 74,620人                                 |  |
| 1990年（平成2年） | 70,938人                                 |  |
| 1995年（平成7年） | 67,962人                                 |  |
| 2000年（平成12年） | 65,033人                                 |  |
| 2005年（平成17年） | 62,058人                                 |  |
| 2010年（平成22年） | 58,911人                                 |  |
| 2015年（平成27年） | 54,917人                                 |  |
| 2020年（令和2年） | 49,820人                                 |  |

## 行政

### 市長（2005年4月の合併以降）

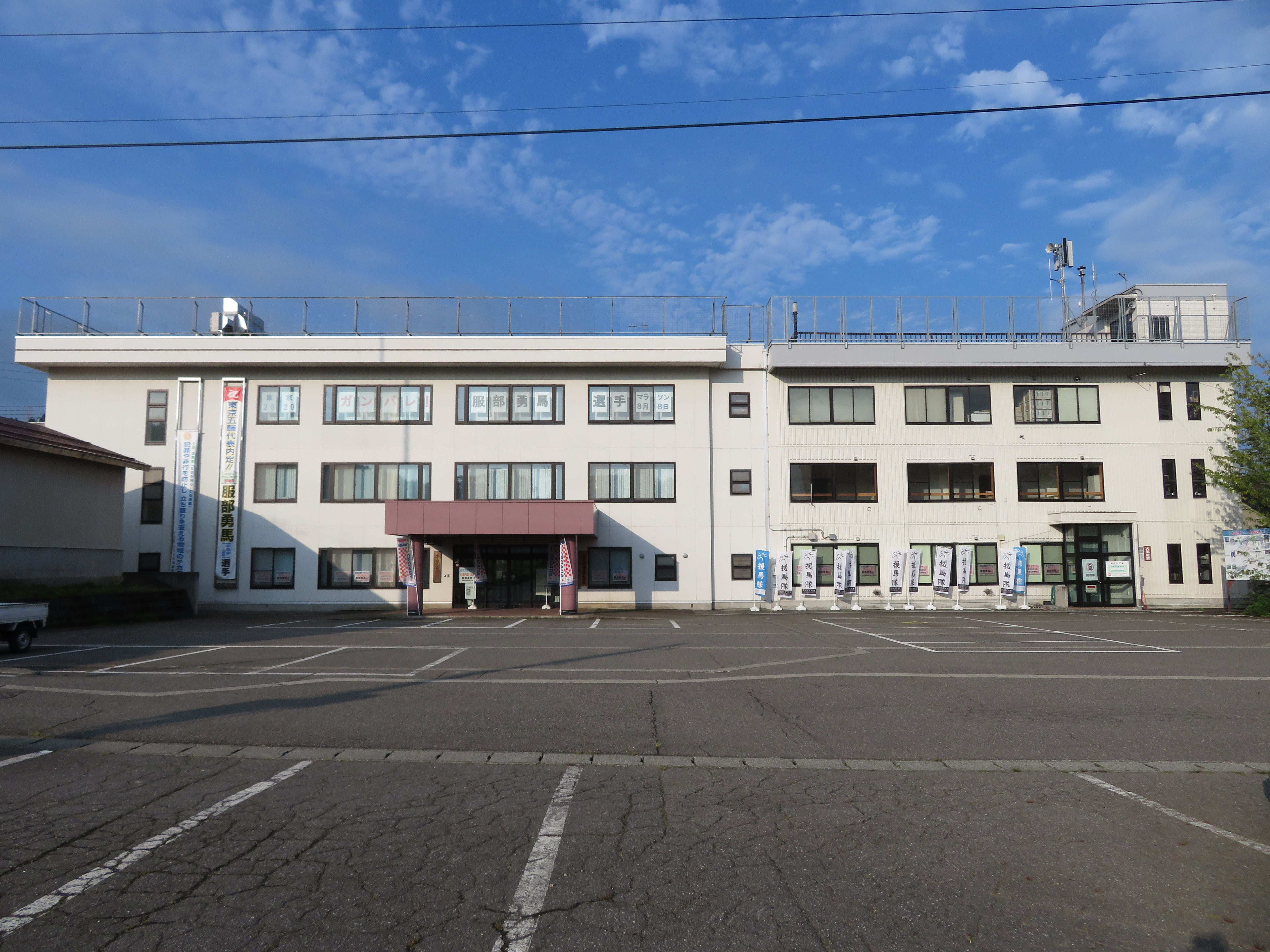
中里支所

| 代         | 氏名     | 就任日       | 退任日        | 備考                           |
| ---------- | -------- | ------------ | ------------- | ------------------------------ |
| 職務執行者 | 山本茂穂 | 2005年4月1日 | 2005年5月1日  | 旧・中里村長                   |
| 初代       | 田口直人 | 2005年5月1日 | 2009年4月30日 | 旧・川西町長                   |
| 2代        | 関口芳史 | 2009年5月1日 | 現職          | 旧・三条市収入役、十日町市助役 |

市庁舎
- 川西支所
- 中里支所
- 松代支所
- 松之山支所

- 中里支所

### 所轄警察署
- 十日町警察署
  - 十日町駅前交番
  - 松代交番

### 所轄消防署
- 十日町地域消防本部
  - 十日町地域消防署
  - 南分署
  - しぶみ分署

### 国の機関
- 十日町税務署
- 十日町公共職業安定所（ハローワーク十日町）
- 十日町労働基準監督署
- 新潟地方検察庁十日町区検察庁
- 新潟地方法務局十日町支局
- 国土交通省信濃川河川事務所十日町出張所

## 司法
- 十日町簡易裁判所
- 新潟家庭裁判所 十日町出張所

## 議会

### 十日市市議会
- 定数：24人
- 議長：鈴木一郎（2019年5月14日就任）

| 会派名                 | 議員数 |
| ---------------------- | ------ |
| 礎                     | 5      |
| 自由の風               | 5      |
| だいち                 | 4      |
| 三矢会                 | 3      |
| 日本共産党十日町市議団 | 3      |
| さくら                 | 3      |
| 無会派                 | 1      |

### 新潟県議会
- 定数：2人
- 選挙区：十日町市中魚沼郡選挙区
- 任期：2019年4月30日 - 2023年4月29日

| 議員名   | 会派名     | 備考 |
| -------- | ---------- | ---- |
| 尾身孝昭 | 自由民主党 |      |
| 小山大志 | 自由民主党 |      |

### 衆議院
- 選挙区：新潟6区（十日町市、糸魚川市、妙高市、上越市、中魚沼郡）
- 任期：2021年10月31日 - 2025年10月30日
- 投票日：2021年10月31日
- 当日有権者数：272,966人
- 投票率：67.79％

| 当落 | 候補者名 | 年齢 | 所属党派   | 新旧別 | 得票数   | 重複 |
| ---- | -------- | ---- | ---------- | ------ | -------- | ---- |
| 当   | 梅谷守   | 47   | 立憲民主党 | 新     | 90,679票 | ○    |
| 比当 | 高鳥修一 | 61   | 自由民主党 | 前     | 90,549票 | ○    |
|      | 神鳥古賛 | 53   | 無所属     | 新     | 1,711票  |      |

## 経済

### 産業
繊維業（着物）
雪に囲まれる冬の副業として、麻やカラムシ（苧麻）などの繊維を撚って織物を作ることが盛んだった。江戸時代に緯糸を強く撚って布にシボを作り出す改良が加えられ、越後縮（えちごちぢみ）として武士の夏の式服に珍重され、全国各地に出荷されるようになった。
江戸時代末期には絹織物も行われるようになり、十日町絣（とおかまちかすり）の産地となった。また明治時代に京都の西陣から伝わった製法によって、夏用の高級着物に重宝される明石ちぢみと呼ばれる薄手の生地が作られるようになった。大正末には縮まない加工を、さらに昭和9年に防水加工を施すことで、高級夏物着尺の王座を確立し、一世を風靡した。また、夏物だけの産地から脱却するため、大正初年から秋冬物の研究を始め、大正10年に「お召」を開発し、さらに昭和5年に「意匠白生地」を考案するなど、通年生産体制へ転換を果たし、昭和10年には戦前で最高の生産高を記録した。
戦時中は奢侈品禁止令や織機を戦争資材に提供するなど、織物業は風前の灯となったが、戦後、十日町織物工業協同組合青年部を中心に商品開発に取り組み、色数に制約があったお召を、金糸などを使い多色化した「マジョリカお召」やPTAルックと呼ばれた堅牢度の高い「黒羽織」を開発したことにより、十日町産地は高度成長期と同期し大きな躍進を遂げた。また、昭和30年代には友禅の技術を導入して後染め織物へ進出し、昭和40年代に染めと織りの総合産地体制を築きあげた。そして昭和51年には、十日町産地の生産高は581億円という最高額を記録した。その後は、消費者の着物離れに歯止めがかからず、需要が減少している。
農業（米・野菜・肉）
魚沼コシヒカリの大産地。川沿いに大きな水田が広がり、中山間地には棚田が点在する。近年、十日町産魚沼コシヒカリの米粉を使った米粉パンなど商品開発も盛ん。
山うど・ぜんまい・木の芽(あけびの芽)・たらの芽など山菜も豊富で、アスパラガス・カルビタトマト（中玉トマト）・丸なす（梵天丸）・ユリの生産地でもある。また、えのきたけ、なめこの栽培や妻有（つまり）ポーク（豚肉）の生産も有名。
ソフトウェア産業
新潟県内有数のソフトハウス集積地で、人口当りの技術者数は県内トップである。十日町市はソフトウェア産業では県内第3位の集積基地で、地域と首都圏のニアショア(near shore)開発（言葉・文化の近い近隣の国でのソフトウェア開発）の拠点地域になっている。

### 商工会議所
- 十日町商工会議所

### 農業協同組合
- 魚沼農業協同組合

### 商店街

#### 十日町地区

##### 本町通り
国道117号沿いに南北に伸びる市内最大の商店街。一丁目から七丁目まで存在する。一丁目から五丁目までは歩道の上に雁木状の屋根が覆っている。十日町おおまつりの際には民謡流しが行われる。中小商店や飲食店、それに銀行などが集まるが、シャッター通り化が進んでいる。最近では、中心市街地活性化を狙い2016年に市民交流センター「分じろう」、市民活動センター「十じろう」の2つのまちなかステージが設置されたうえ、2017年には越後妻有文化ホール・十日町市中央公民館「段十ろう」が一丁目に建設された。

##### 駅通り
十日町駅から本町通りまでを東西に繋ぐ商店街。歩道の上に雁木状の屋根が覆っている。古くからの商店が中心だが、新規出店の飲食店も増えつつある。

##### 高田町通り
新潟県道75号十日町川西線沿いに東西に伸びる商店街。姉妹都市であるイタリアのコモ市より「コモ通り商店街」という愛称がつけられている。本町二丁目交差点から昭和町通りまでは歩道の上に雁木状の屋根が覆っている。

##### 昭和町通り
飯山線、北越急行ほくほく線の線路の東側、本町通りの西側を南北に伸びる商店街。新潟県道327号十日町停車場線の北側には居酒屋や飲食店が集まる。

本町通り
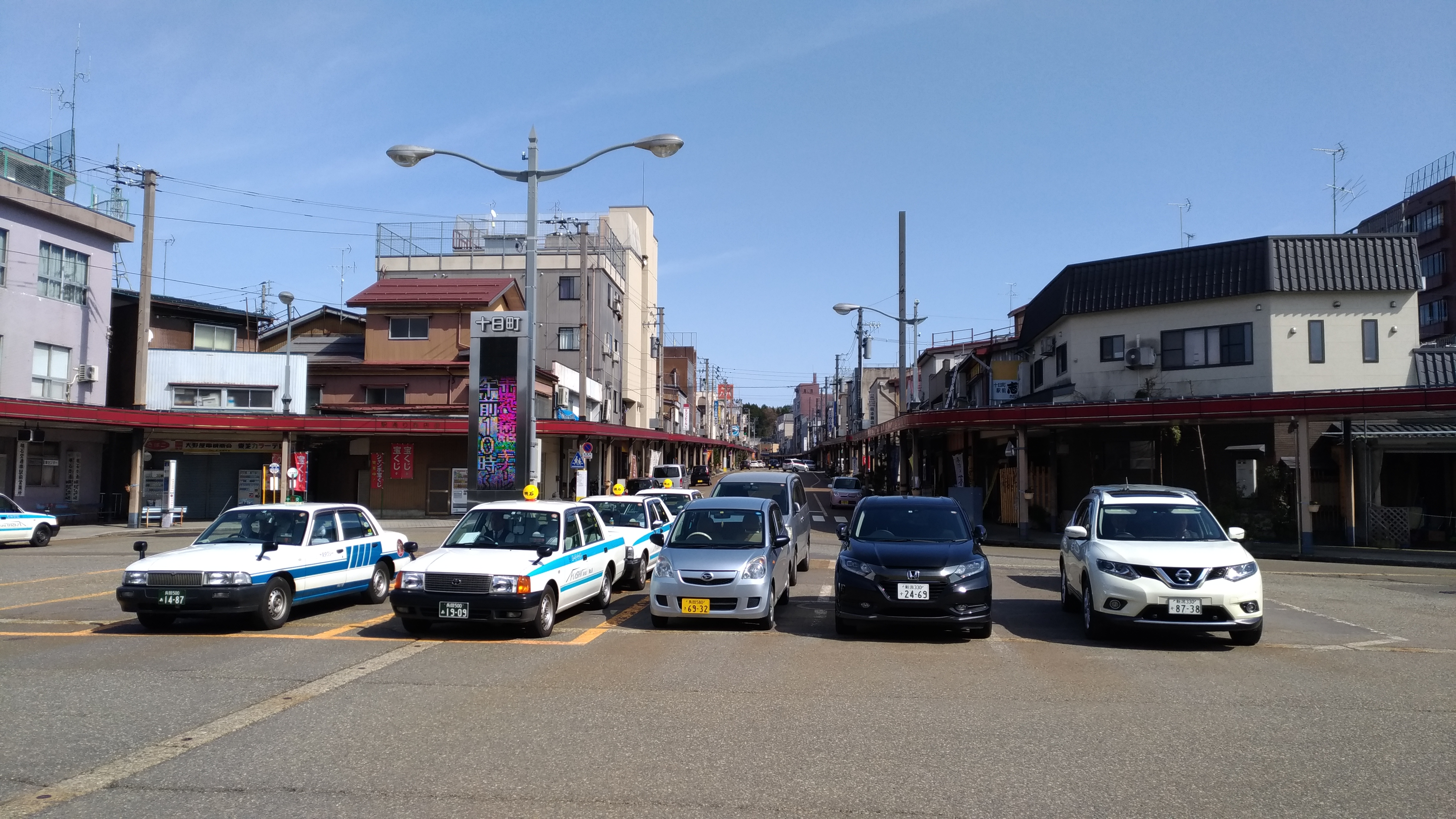
十日町駅前。駅通りが奥に連なる
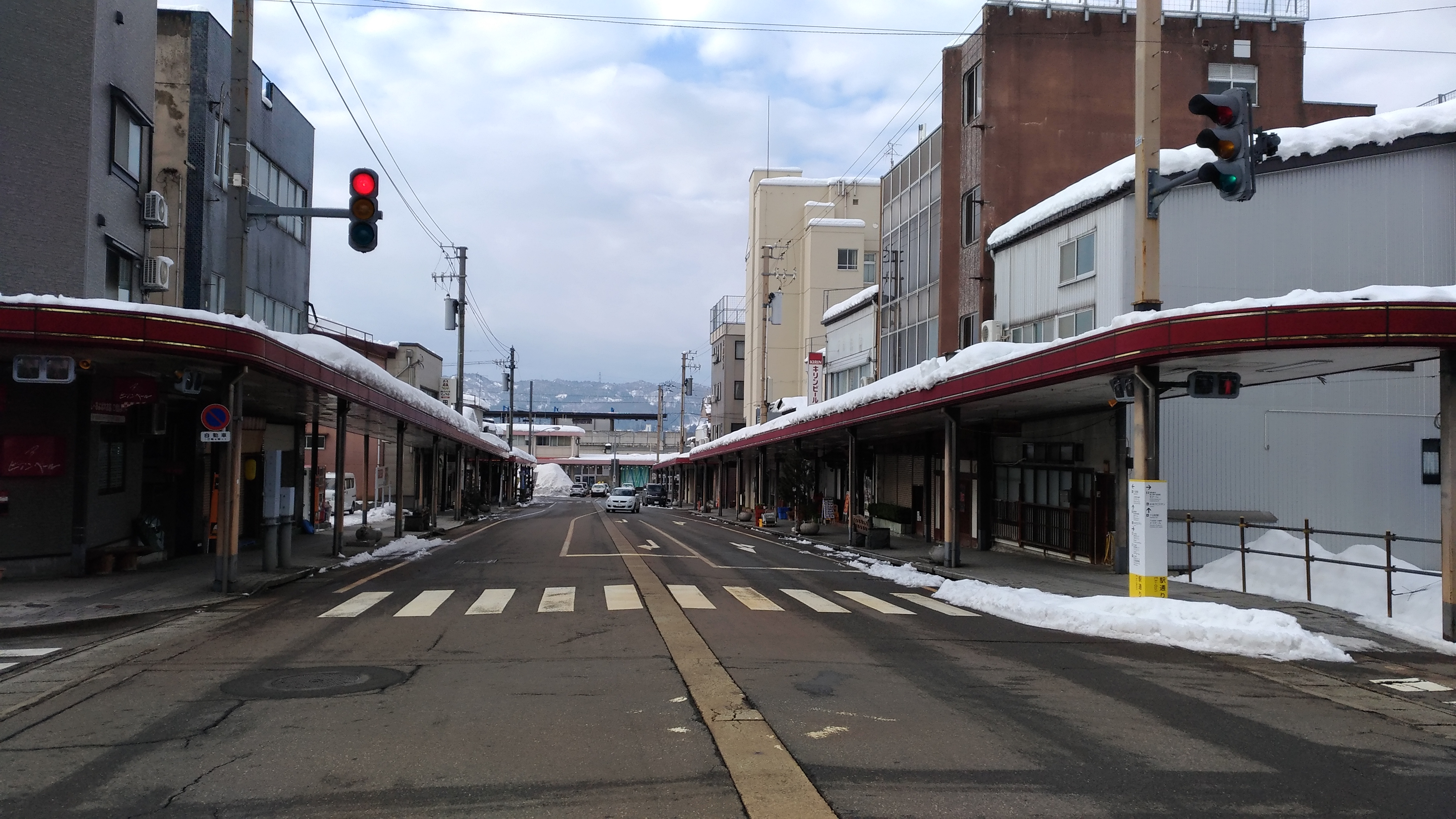
駅通り
高田町一丁目（コモ通り）
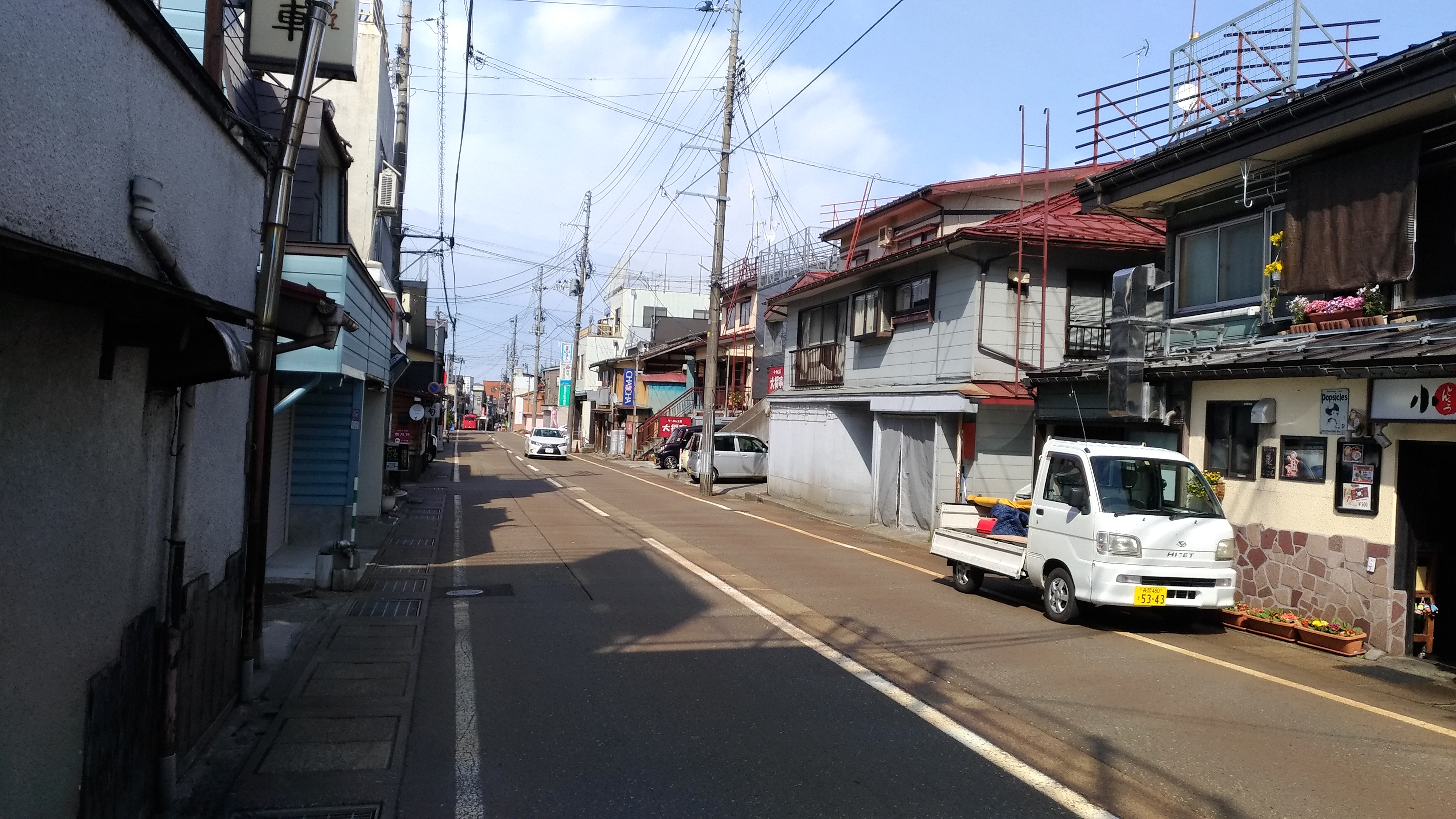
昭和町通り（新潟県道327号十日町停車場線の北側）

#### 松代地区

##### ほくほく通り商店街
新潟県道426号石黒松代線沿いに東西に伸びる商店街。中小商店や民家が中心だが、近年はカール・ベンクスによる古民家再生や、大地の芸術祭のプロジェクトの一つであった村木薫による土壁による修景プロジェクトのおかげで沿道には趣のある建物が増えている。

### 商業施設

#### 大型商業施設等

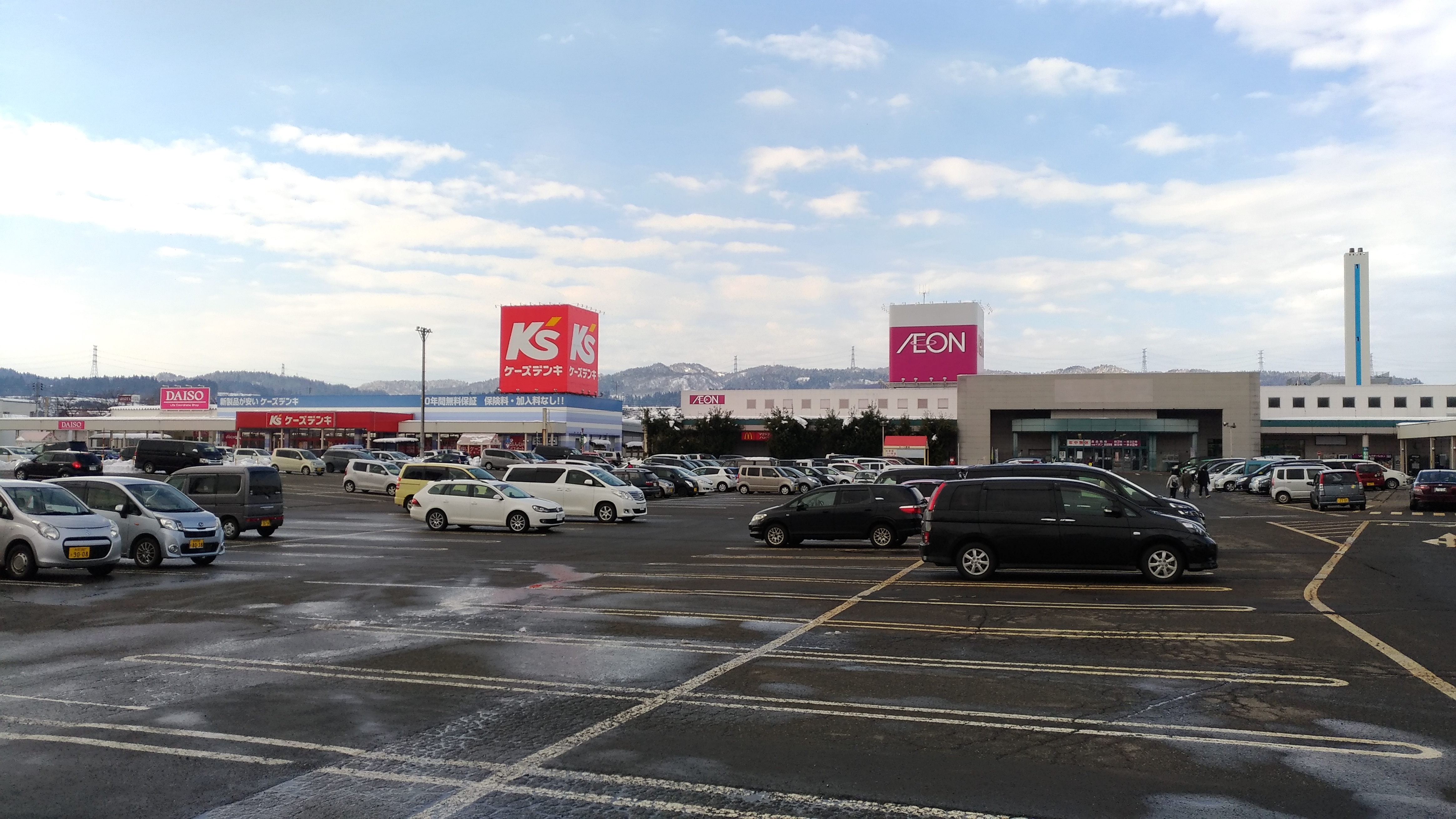
妻有ショッピングセンター

- 妻有ショッピングセンター（イオン、ケーズデンキ、ムサシ、ダイソーなどが入居）
- 十日町シルクモール（原信十日町店、seriaなどが入居）
- 十日町ショッピングセンター（原信十日町北店、コメリホームセンター十日町店が入居）

### その他の主な商業施設

#### スーパーマーケット
- リオンドール 十日町店
- ピアレマート 十日町店

#### ドラッグストア
- マツモトキヨシ 十日町店
- くすりのコダマ 十日町店
- ドラッグトップス 十日町店、十日町シルクモール店
- ウエルシア 十日町住吉店

#### ホームセンター
- ムサシ 十日町店
- コメリホームセンター 十日町新座店
- コメリハードアンドグリーン 松代店

#### 書店
- BOOKOFF 十日町妻有ショッピングセンター店

### 市内に本社・事業所を置く主な企業
| - きものブレイン - 関芳 - 根茂織物 - 根茂レース - 吉澤織物 - 十日町すこやかファクトリー - ミートコンパニオン - 山崎食品 - 玉垣製麺所 - 松代そば善屋 - ムラオ - 松乃井酒造場 - 魚沼酒造 | - オスポック - 新潟ソフトストラクチャ - スリーエスシステム - 丸山工務所 - 村山土建 - フラワーホーム - 滝沢印刷 - ベルナティオ - エフエムとおかまち - 上村病院 - 越路商事 - 宇都宮製作所 - 宮本警報器 - JR東日本信濃川発電所業務改善事務所十日町事務所 |

### 金融機関
- 第四北越銀行
  - 十日町支店・十日町中央支店、松代支店[注釈 1]
- 大光銀行
  - 十日町支店、中里支店
- 上越信用金庫
  - 松代支店
- 新潟縣信用組合
  - 十日町支店、下条支店、川西支店
- 魚沼農業協同組合
  - 本店、新座支店、大井田支店、きたはら支店、吉田支店、水沢支店、川治支店、十日町支店、千手支店、橘支店、中里支店、松代支店、松之山支店
- 新潟県労働金庫
  - 十日町支店

## 姉妹都市・提携都市

### 海外
- コモ市（イタリア共和国、ロンバルディア州）
1975年姉妹都市提携締結

### 国内

#### 友好姉妹都市
- 埼玉県新座市
2008年4月1日 災害時における相互応援に関する協定締結
同年5月 友好姉妹都市提携締結

#### 提携都市
- 富山県魚津市
1997年5月21日災害時相互応援協定締結
- 埼玉県北本市
1998年2月24日災害時相互応援協定締結
- 兵庫県川西市（川西交流）
1998年11月19日災害時における相互応援に関する協定締結
- 奈良県磯城郡川西町（川西交流）
1998年11月19日災害時における相互応援に関する協定締結
- 山形県東置賜郡川西町（川西交流）
1998年11月19日災害時における相互応援に関する協定締結
- 東京都葛飾区
1999年8月19日災害時における十日町市と葛飾区との相互応援に関する協定締結
- 埼玉県和光市
2004年8月27日災害時における相互応援に関する協定締結
- 鹿児島県指宿市
2012年2月18日新潟県十日町市と鹿児島県指宿市との間における災害時等の相互応援に関する協定締結
- 東京都世田谷区
2013年11月15日大規模災害時における世田谷区と十日町市との相互応援に関する協定締結

#### そのほかの友好都市
- 北海道札幌市（雪まつり繋がり）
- 神奈川県横浜市
- 栃木県真岡市

## 地域

### 教育

#### 育英奨学事業
- 財団法人丸山育英会

#### 高等学校
- 新潟県立十日町高等学校
- 新潟県立十日町総合高等学校
- 新潟県立松代高等学校

#### 中学校
- 十日町中学校
- 中条中学校
- 南中学校
- 吉田中学校
- 下条中学校

- 水沢中学校
- 中里中学校
- 川西中学校
- 松代中学校
- まつのやま学園松之山中学校

#### 小学校
- 十日町小学校
- 中条小学校
- 東小学校
- 飛渡第一小学校
- 川治小学校
- 吉田小学校
- 鐙島小学校
- 下条小学校
- 水沢小学校
- 馬場小学校

- 西小学校
- 千手小学校
- 上野小学校
- 橘小学校
- 田沢小学校
- 貝野小学校
- 松代小学校
- まつのやま学園松之山小学校

#### 特別支援学校
- 十日町市立ふれあいの丘支援学校
- 十日町市発達支援センター（愛称「おひさま」）
- 新潟県立川西高等特別支援学校

#### 学校教育以外の施設

##### 職業訓練
- 十日町市高等職業訓練校

##### 認定こども園・保育園
| - 愛宕幼稚園 - 天使幼稚園 - 高山保育園 - きらきら西保育園 - 十日町幼児園 - 北越保育園 - いずみ保育園 - 新座保育園 - 白梅保育園 - 大井田保育園 - 中条保育園 - 山本愛泉保育園 | - 慈光こども園 - 鐙島保育園 - むつみこども園 - 水沢保育園 - 森の保育園 - 水沢南部保育園 - 千手保育園 - 上野保育園 - 中里なかよし保育園 - 松代保育園 - 松之山保育園 |

### 施設

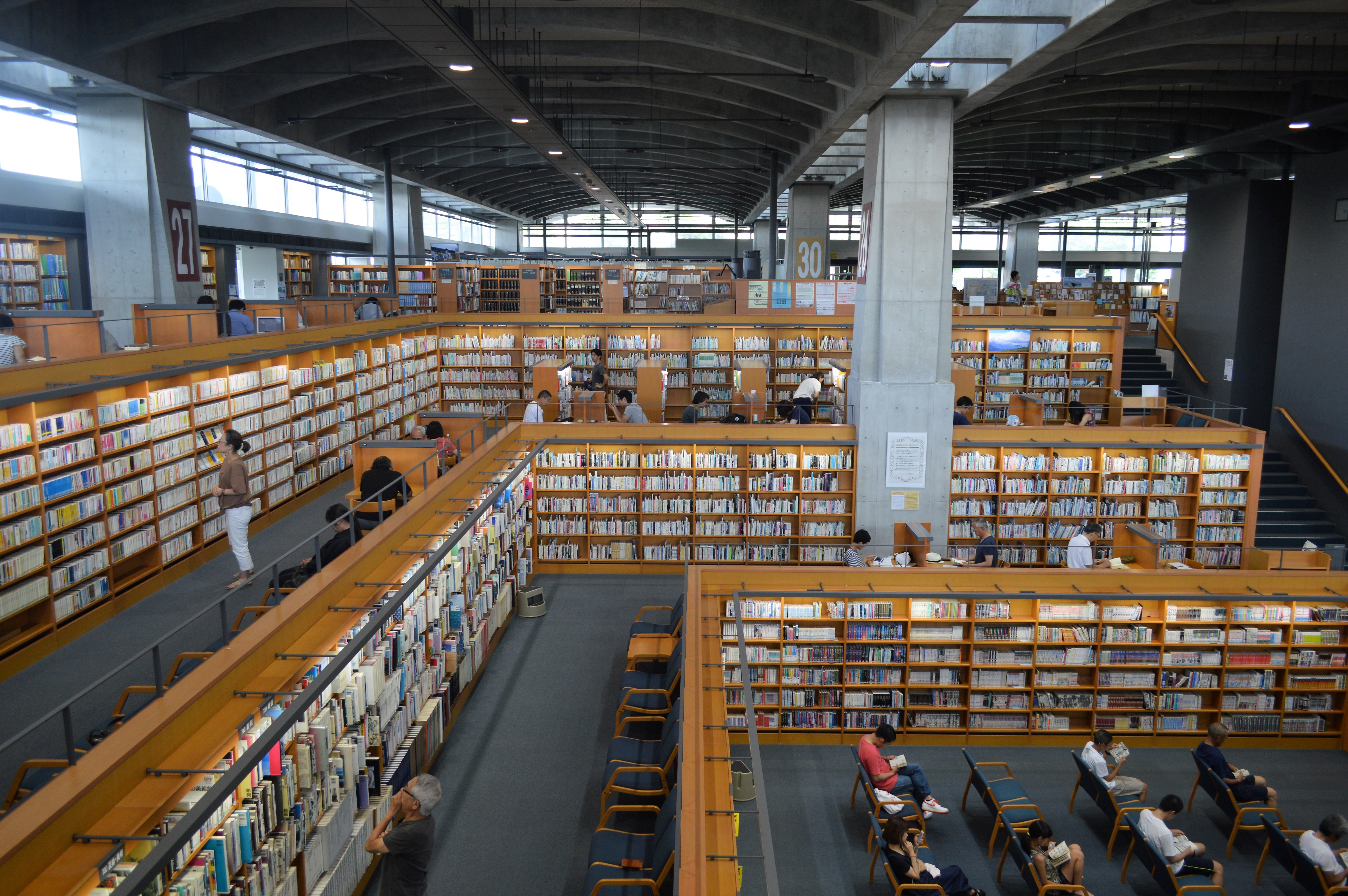
十日町情報館

#### ホール
- 越後妻有文化ホール・十日町市中央公民館「段十ろう」
- クロス10十日町

#### 図書館
- 十日町情報館 - 映画『図書館戦争』ロケ地[5]
- 十日町市図書館中条分室
- 十日町市図書館下条分室
- 十日町市図書館中里分室
- 十日町市図書館吉田分室
- 十日町市図書館川治分室
- 十日町市図書館川西分室
- 十日町市図書館松之山分室
- 十日町市図書館松代分室
- 十日町市図書館水沢分室
- 十日町市図書館飛渡分室

#### 博物館・科学館・美術館
- 十日町市立里山科学館 越後松之山「森の学校」キョロロ
- 十日町市博物館

市内の笹山遺跡から発掘された縄文時代の火焔型土器など深鉢形土器57点が新潟県唯一の国宝に指定されている。さらに「越後縮の紡織用具及関連資料」（2098点）や「十日町の積雪期用具」（3868点）は国の重要有形民俗文化財に指定され常設展示されている。
- まつだい郷土資料館：建物は市指定文化財（建造物）
- 大棟山美術博物館：松之山の祖　村山家資料とゆかりのある坂口安吾に関する資料
- ミティラー美術館
- 星と森の詩美術館

### スポーツ
十日町市はスポーツ合宿のメッカで、主に関東方面の学生を中心に毎年多くのチームが、市内のスポーツ施設と宿泊施設を利用して合宿を行っている。特に2002 FIFAワールドカップでサッカークロアチア代表がキャンプを行った「クロアチアピッチ」は、J1チームやアンダーカテゴリーの日本代表チームのキャンプ地や、なでしこリーグ戦の会場となっている。
新潟県中越地震が発生した直後には、クロアチアサッカー協会やクロアチア大使館から激励の為の書簡が送られた。このような経緯がある為、2006 FIFAワールドカップでサッカー日本代表とクロアチア代表が対戦する際、市内では両国の代表を応援しようとする機運が高まった。
また、日本全国に名前が知られている、JOC公認の合宿所「桜花レスリング道場」があり、毎年全日本女子レスリング選手が世界選手権やオリンピック出場を目指し厳しいトレーニングを行われている。
冬季はクロスカントリースキーが盛んで、全国レベルの選手を多く輩出し、最近は世界選手権やワールドカップに日本代表選手として活躍している。2014ソチ冬季オリンピックでは、十日町市出身の宮沢大志選手がクロスカントリースキー競技で、小林美貴選手、中島由貴選手の2名がバイアスロン競技で出場した。冬季国体クロスカントリースキー競技を開催したSAJ公認「吉田クロスカントリー競技場」では、全日本スキー選手権大会や全国規模の大会が開催されており、選手役員から高い評価を受けているほか、松之山体育館にもクロスカントリーコースが併設されている。

#### スポーツ施設
- 十日町市総合体育館
- 武道館（十日町市総合体育館併設）
- 松代総合体育館
- 川西総合体育館
- なかさとアリーナ（中里体育館）
- 松之山体育館
- 健康増進施設「ひだまりプール」
- スポーツパレス川西
- 笹山野球場
- 十日町市陸上競技場（日本陸上競技連盟第2種公認）
- 吉田クロスカントリー競技場＝クロスカントリースキー場
- クロアチア・ピッチ（ベルナティオ内）= サッカー場
- 桜花レスリング道場（十日町市塩之又）

## 交通・通信

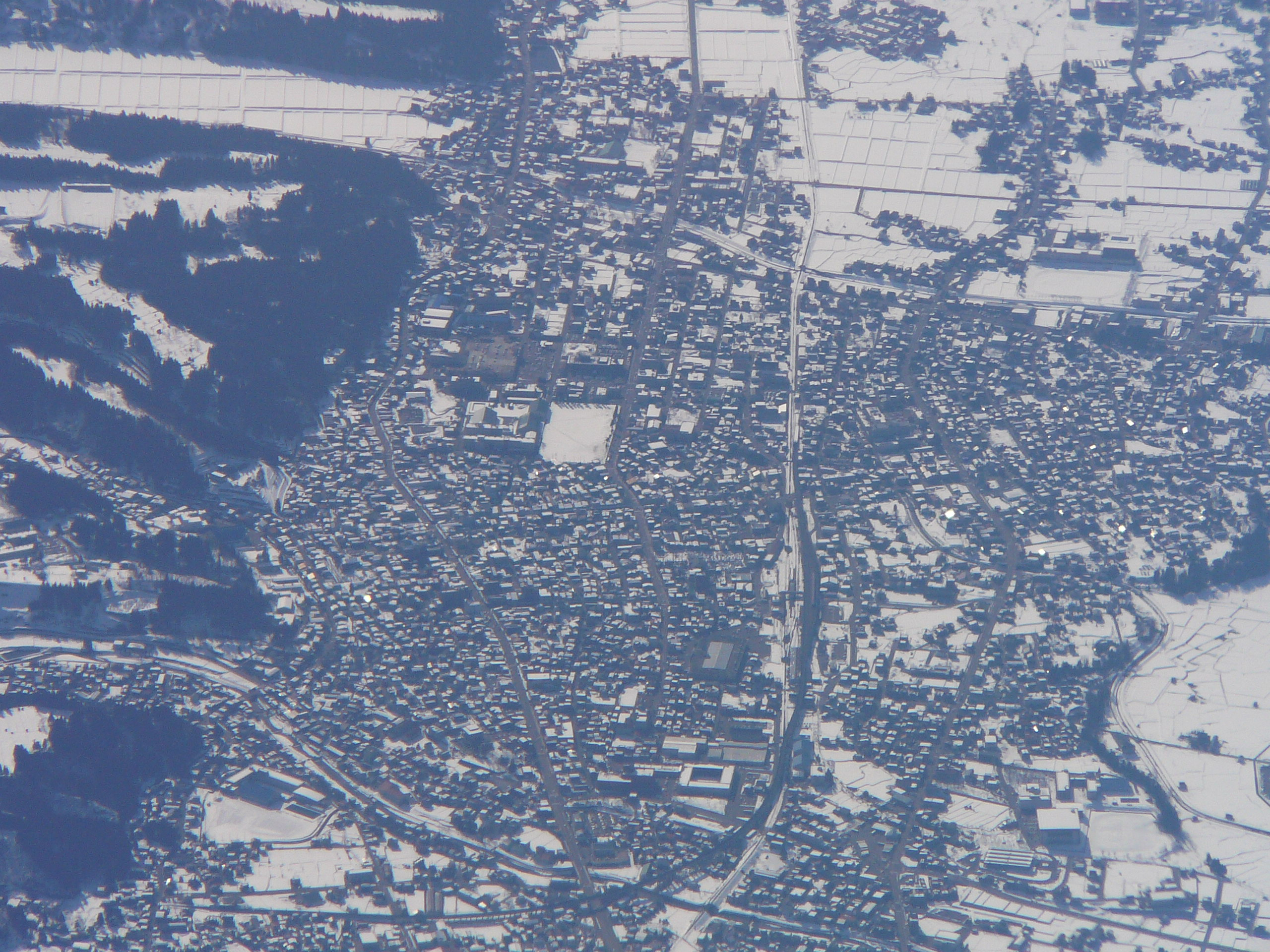
航空機内より十日町駅付近を北方から撮影。

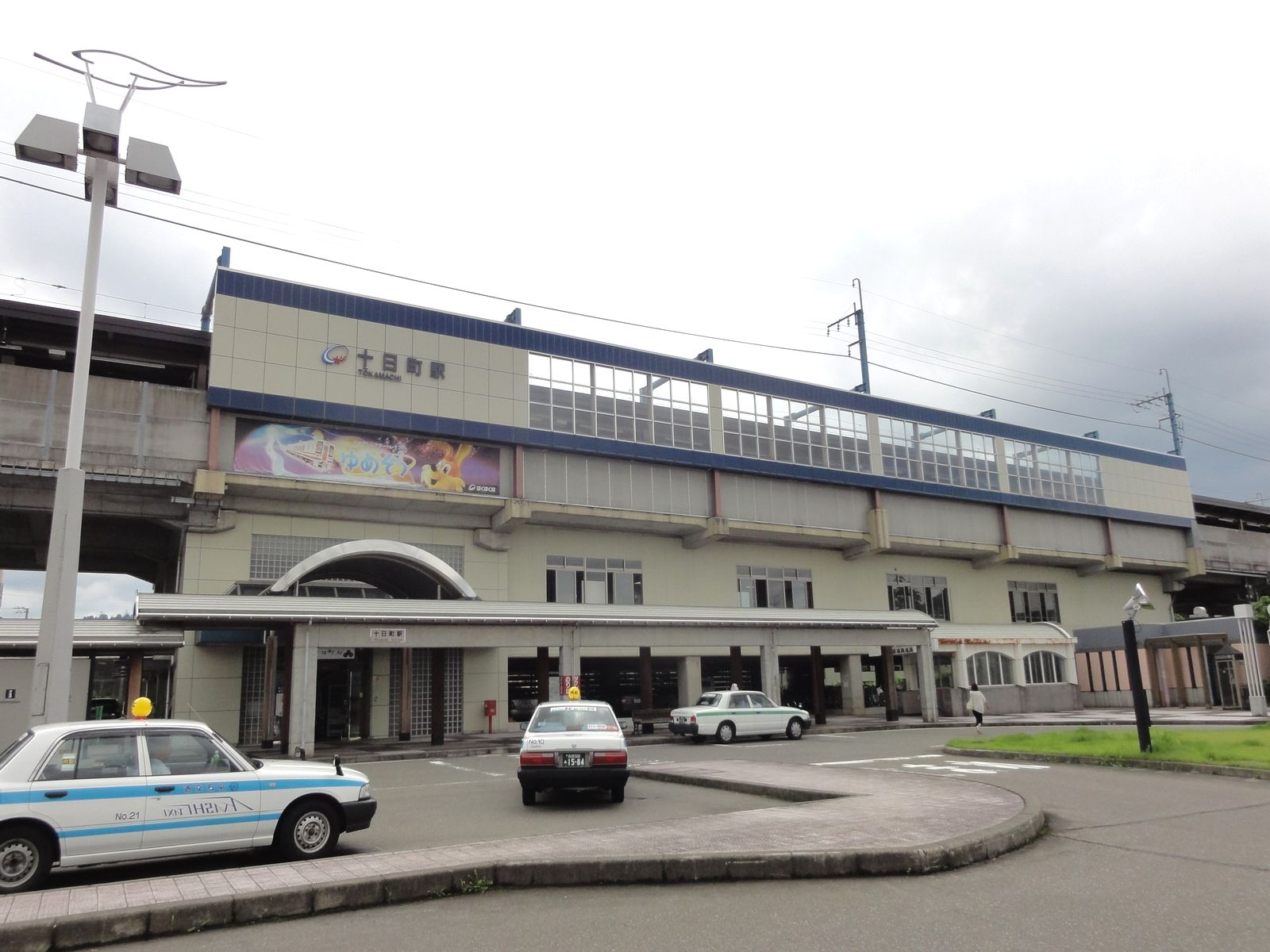
十日町駅

### 鉄道
十日町駅を中心に市域の南北を飯山線が、東西をほくほく線が走っている。
東日本旅客鉄道（JR東日本）
- 飯山線
  - 越後田沢駅 - 越後水沢駅 - 土市駅 - 十日町駅 - 魚沼中条駅 - 下条駅

北越急行
- ほくほく線
美佐島駅 - しんざ駅 - 十日町駅 - まつだい駅

### 道路

#### 一般国道
- 国道117号
- 国道252号
- 国道253号
  - 上越魚沼地域振興快速道路（地域高規格道路、全体計画延長L=60km）
    - 八箇峠道路（十日町市八箇〜南魚沼市余川:6.6km:供用済み、3.1km未供用）
- 国道353号
- 国道403号
- 国道405号

#### 地方主要道
| - 新潟県道12号松代高柳線 - 新潟県道49号小千谷十日町津南線 - 新潟県道56号小千谷大沢線 - 新潟県道59号大和焼野線 | - 新潟県道74号十日町六日町線 - 新潟県道75号十日町川西線 - 新潟県道76号十日町当間塩沢線 - 新潟県道82号十日町塩沢線 |

#### 一般県道
| - 新潟県道130号中条五日町停車場線 - 新潟県道178号山ノ相川下条停車場線 - 新潟県道179号魚沼中条停車場線 - 新潟県道219号松代岡野町線 - 新潟県道243号月池松代線 - 新潟県道284号中深見越後田沢停車場線 - 新潟県道285号姿土市停車場線 - 新潟県道326号小白倉木落線 - 新潟県道327号十日町停車場線 | - 新潟県道334号当間土市停車場線 - 新潟県道340号十日町千手線 - 新潟県道342号田沢水沢線 - 新潟県道350号松代松之山線 - 新潟県道358号天水島東川線 - 新潟県道388号西枯木又堀之内線 - 新潟県道389号清津公園線 - 新潟県道426号石黒松代線 - 新潟県道427号五十子平真田線 | - 新潟県道461号中条田川線 - 新潟県道480号山中上野線 - 新潟県道481号新宮二ツ屋線 - 新潟県道506号岩沢中条線 - 新潟県道528号真田高島線 - 新潟県道559号新座八箇線 - 新潟県道560号田沢小栗山線 - 新潟県道578号松之山温泉線 |

### 道の駅
- クロス10十日町
- 瀬替えの郷せんだ
- まつだいふるさと会館

### バス

#### 路線バス
長岡・小千谷・川西方面の路線バスは主に越後交通（十日町営業所・小千谷営業所）が、松代・松之山方面の路線バスは東頸バス（本社）が、それ以外は南越後観光バス（津南営業所）が運行している。
市では「十日町市公共交通マップ」が発行されており、本節の内容も2021年4月現在の同マップに基づく。
越後交通・南越後観光バスの路線は大半の便が十日町の中心部を発着する。1日10往復以上運行されているものとしては、十日町中心部と小千谷市街地・長岡駅を結ぶ路線、および津南とを結ぶ路線が挙げられ（ただし前者は土休日を除く）、いずれも市内ではJR飯山線と並行する国道117号を主に走る。
これらのほか、十日町 - 川西 - 小千谷、湯沢 - 中里 - 森宮野原駅といった周辺の主要地と結ばれる路線、十日町中心部と鉢・後山方面などを結ぶ市域内路線（ただし後山は市域外）がある。
また、東頸バスは十日町中心部と松代・松之山地域を結ぶ路線、および同地区内の路線を運行している。

#### 高速バス
市内発着の高速バスは、八箇峠・六日町を経由して新潟と結ばれる県内線（ときライナー）が毎日2往復、アイ・ケーアライアンス（泉観光バスグループ）により運行されている。
- 【ときライナー】Ｔ 十日町線
  - 十日町車庫前 - クロステン十日町 - 十日町本町六丁目 - 十日町本町三丁目 - 十日町本町一丁目 - 山本 -（六日町インター前 - ≪関越自動車道・北陸自動車道≫ - 中央インター前 - 県庁 - 古町 - 新潟駅前（万代口））

#### 市営バス
松代地域、松之山地域、下条地区、六箇地区を中心に市営バスが運行されている。また、この他に予約型乗合タクシーも運行されている。

### タクシー
- 十日町タクシー
- 十交タクシー
- 明石交通
- 昭和交通
- 東部タクシー

### 電話
- 十日町市の市外局番は全域025であるが、松之山及び松代地区（安塚MA：市内局番が550及び559で始まる地区）とそれ以外の地区（十日町MA：市内局番が775、776及び780で始まる地区）との相互通話時へは市外局番からかける必要がある。
- 当該地域の天気予報は0257-177（柏崎市などと同じ中越エリア）である。

## 観光

### 大地の芸術祭 越後妻有アートトリエンナーレ

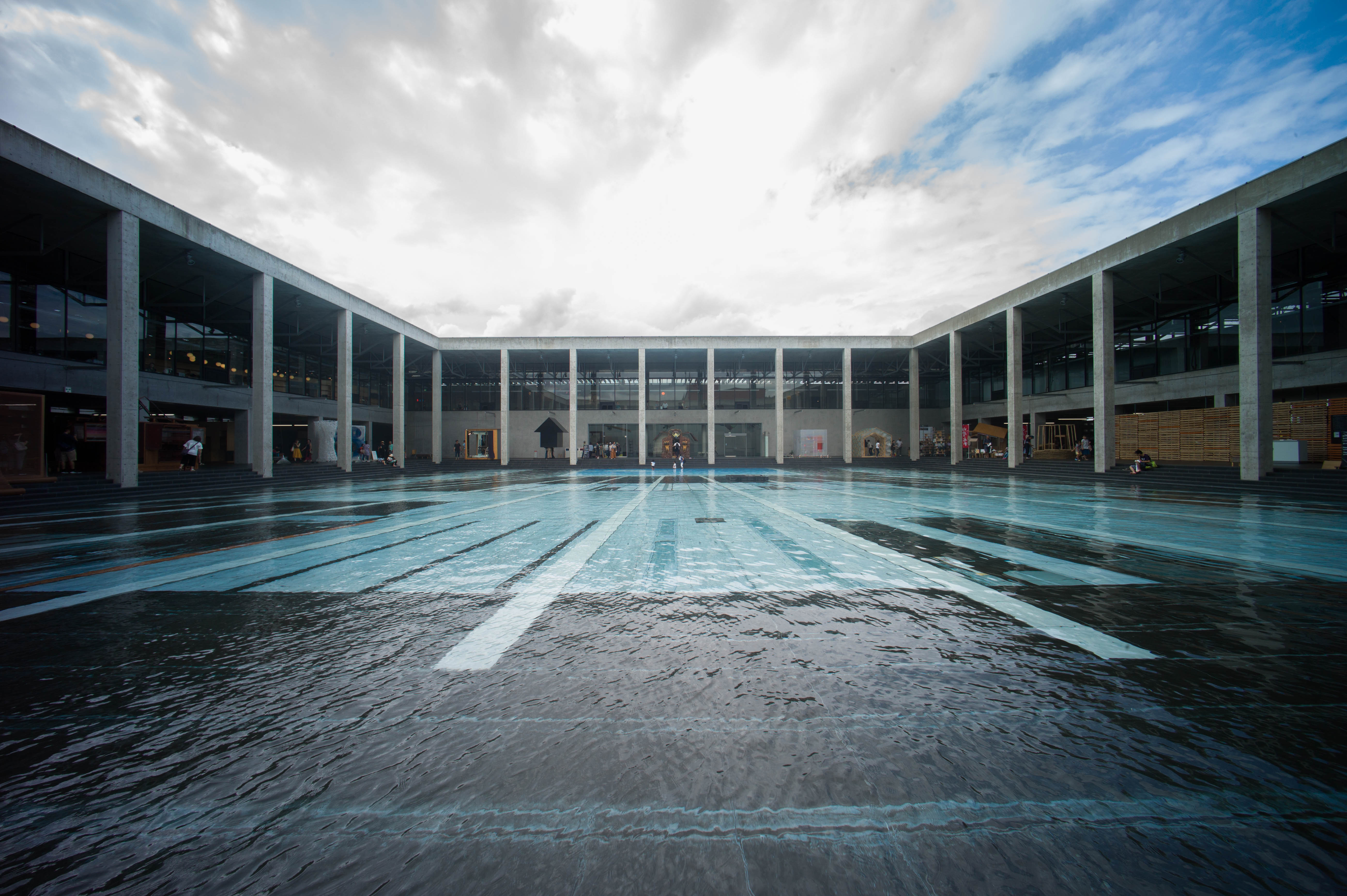
越後妻有里山現代美術館MonET

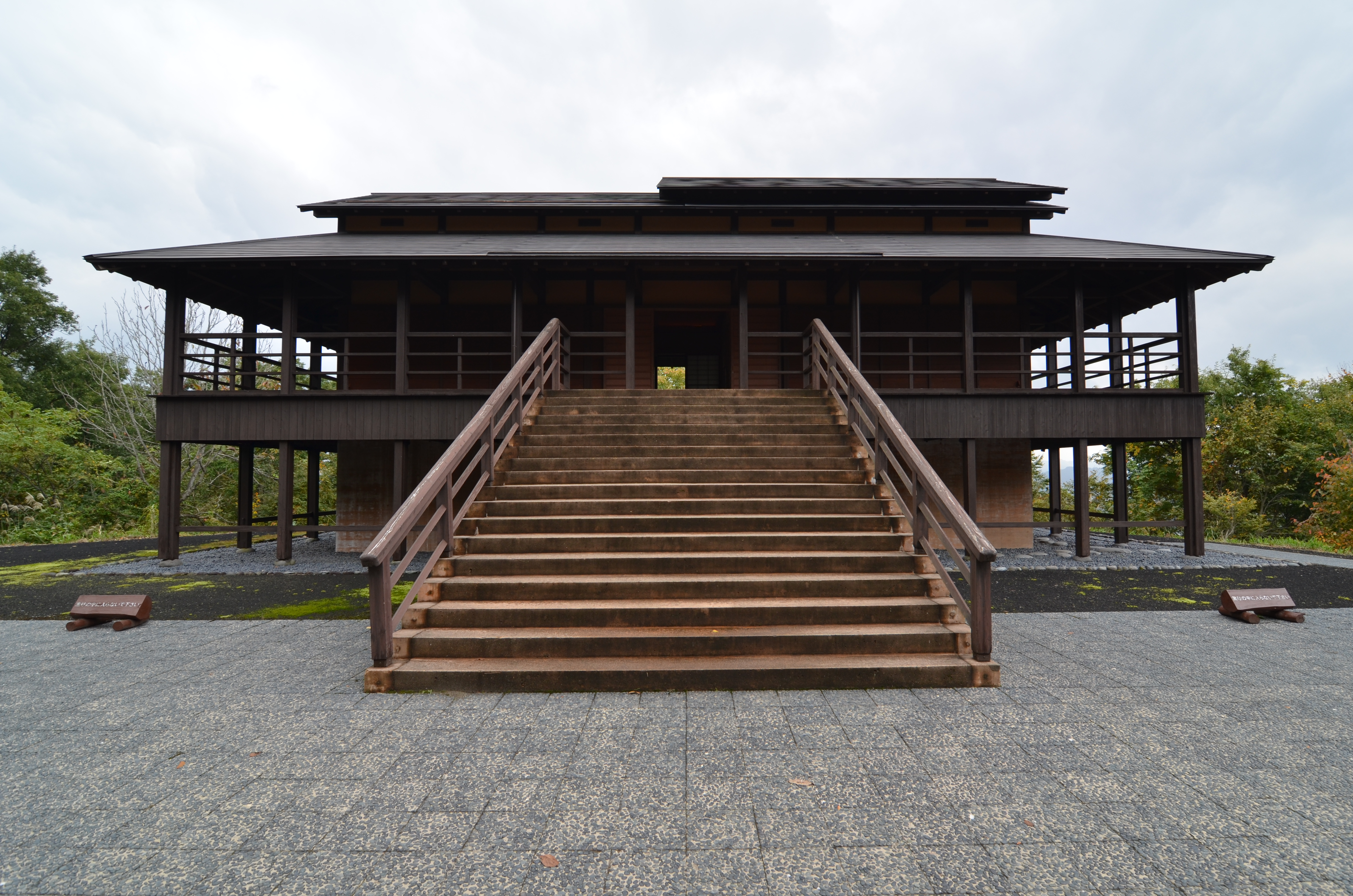
「光の館」。大地の芸術祭に伴って建設され、恒久的に設置された作品。ジェームズ・タレルがプロデュースした建物であり、内部に作品が恒久設置されている

大地の芸術祭 越後妻有アートトリエンナーレは、2000年からスタートし、3年に1度開催している世界最大級の野外美術展。空家、廃校、自然の中にアート作品が多数展示し、アートを媒介にして地域の魅力を発信する試みは、新しい地域づくりのモデルとして高い評価を得ている。3年に1度の本番年以外にも、常時約200点のアート作品が恒久設置されており、近年では地域全体をひとつの大きな美術館として捉え、「大地の芸術祭の里」として、通年での観光誘客を目指している。
- 越後妻有里山現代美術館MonET
- まつだい「農舞台」
- 鉢&田島征三・絵本と木の実の美術館
- 光の館
- オーストラリア・ハウス
- 下条茅葺きの塔
- 船の家
- うぶすなの家
- 三省ハウス
- 脱皮する家
- 最後の教室
- ツールド妻有
- 越後妻有 雪花火

### 名所・旧跡・社寺

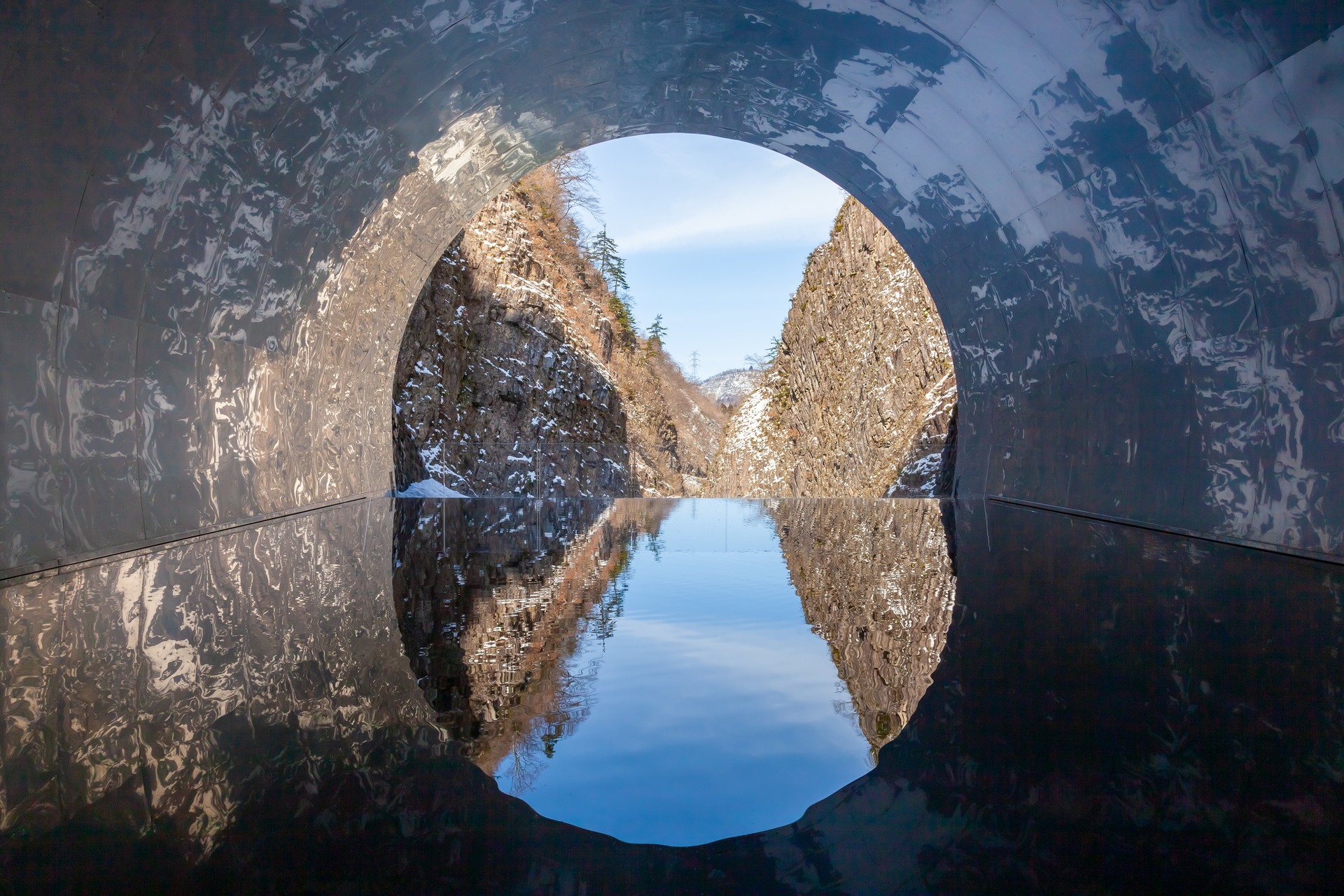
清津峡

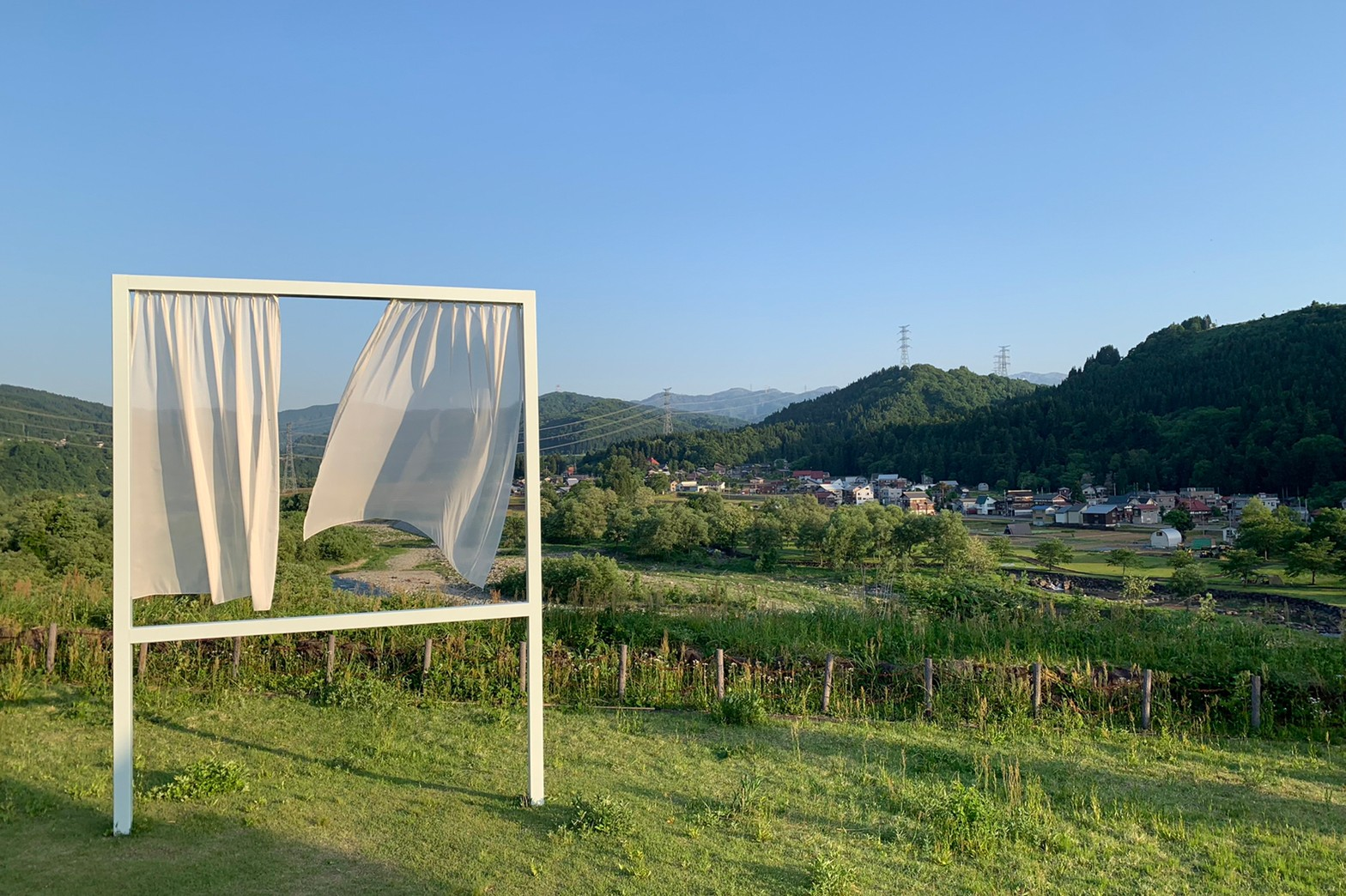
大地の芸術祭の恒久作品「たくさんの失われた窓のために」

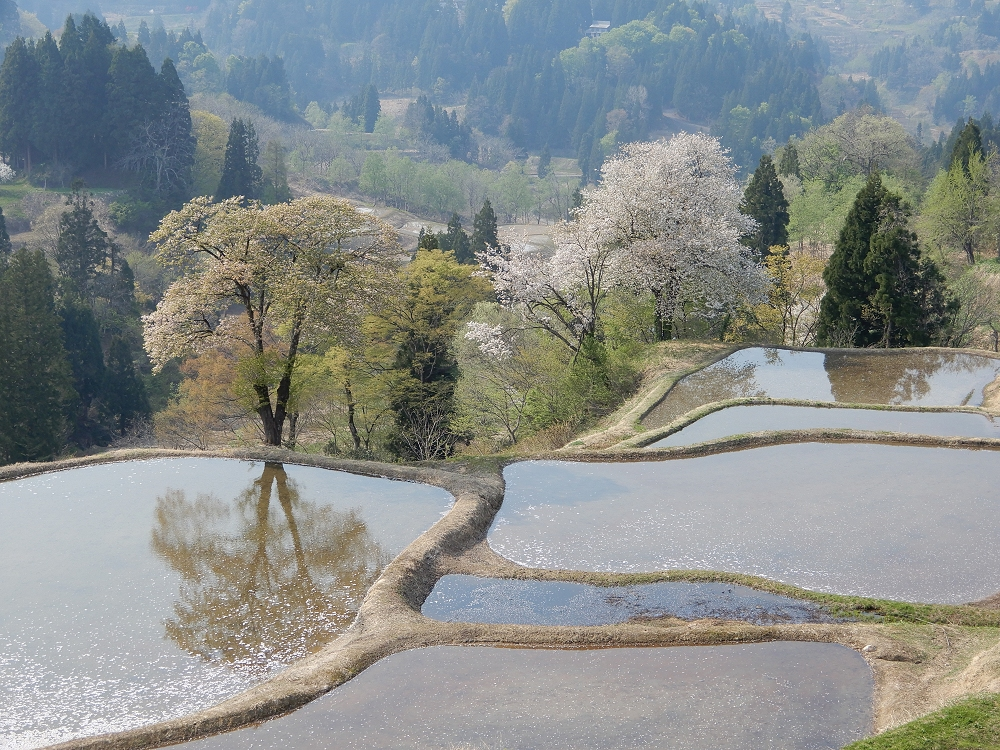
儀明の棚田

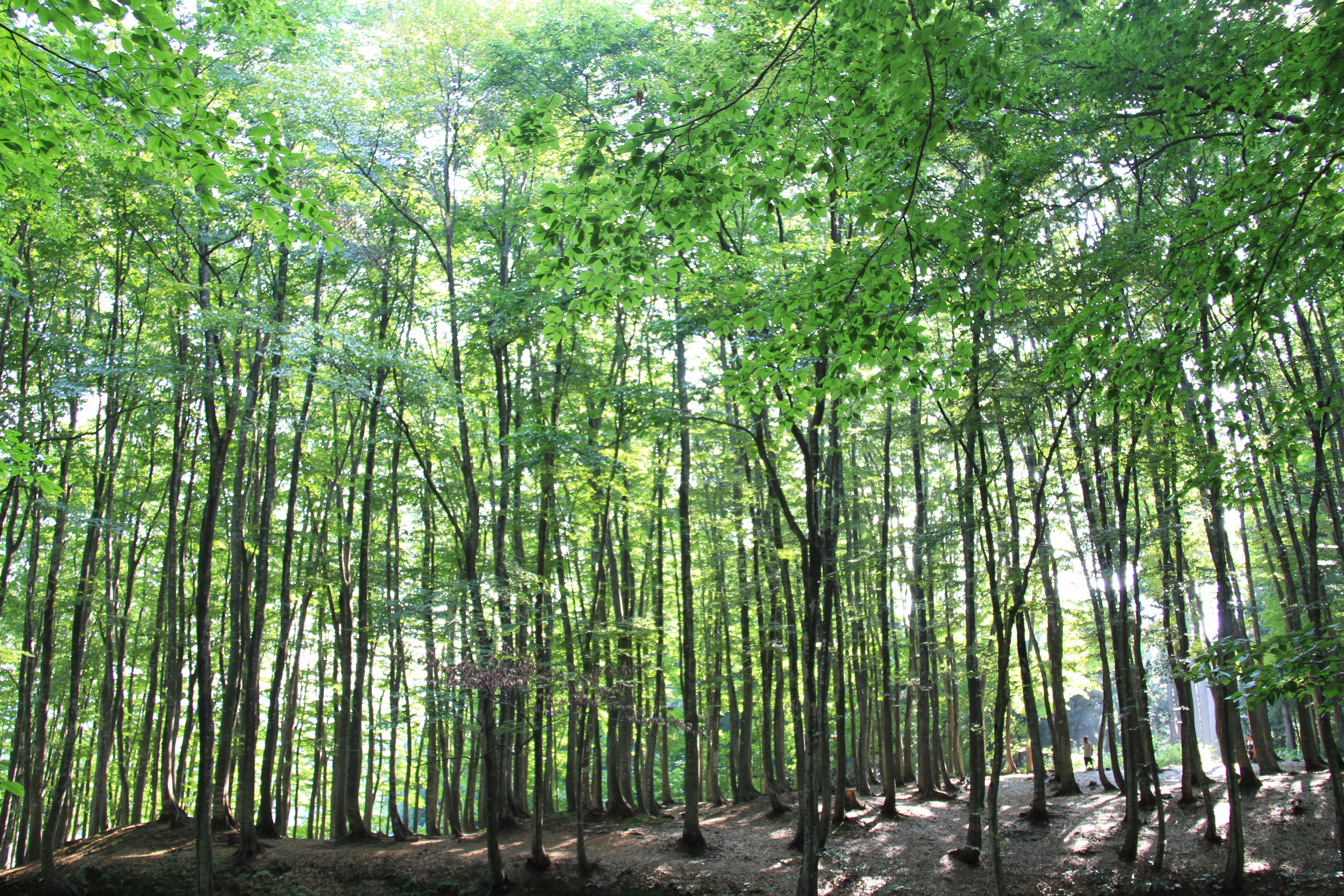
美人林

- 清津峡（国の名勝および天然記念物 1941年4月23日指定）
- 田代の七ツ釜（国の名勝および天然記念物 1937年6月15日指定）
- 小松原湿原
- 瀬戸渓谷
- 松代・松之山の棚田群
  - 星峠の棚田、蒲生の棚田、儀明の棚田、留守原の棚田など
- 美人林
- 笹山遺跡
  - 国宝火焔型土器群の出土地。市陸上競技場と野球場の造成中に出土。現在、遺跡公園として竪穴建物が復元されている。「笹山じょうもん館」で遺品整理を行っている。国宝は市博物館で常設展示。
- 松苧神社：本殿は国の重要文化財。明応6年（1497年）建立[6]。
- 神宮寺 - 坂上田村麻呂開基を伝える古刹。以下の文化財を有する。
  - 神宮寺山門・観音堂：新潟県指定有形文化財（建造物）
  - 木造十一面千手観音立像、木造四天王立像（伝広目天・伝毘沙門天）：新潟県指定有形文化財
  - 四日町神宮寺境内地及び山林：十日町市指定史跡
- 長徳寺（千手観音） - 川西地区にあり、坂上田村麻呂開基を伝える。1200年の伝統を持つという「十七夜まつり」が毎年行われる。
- 広大寺　下組新保にある曹洞宗の寺。ここを舞台にした唄「新保広大寺」が瞽女たちによって広められ、青森の「津軽じょんから節」、関東の「八木節」、その他のルーツとなった。
- 長福寺
- 来迎寺　川原町にある時宗の寺院。時宗では年送りの行事として火打ちの行事「一つ火」がある。夜、真闇の寺で燈火をともしてゆく。藤沢市の時宗総本山清浄光寺が「本山よりも来迎寺のほうが情緒がある」と紹介したほどであったが、諸事情により今は行われていない[7]。

### 文化財
| 指定者 | 種別               | 名称                                   | 所在地             | 所有者又は管理者      |
| ------ | ------------------ | -------------------------------------- | ------------------ | --------------------- |
| 国     | 国宝               | 新潟県笹山遺跡出土深鉢形土器           | 西本町1            | 十日町市（博物館）    |
| 〃     | 重要文化財         | 星名家住宅                             | 上野甲             | 個人                  |
| 〃     | 〃                 | 松苧神社本殿 附宮殿1基                 | 犬伏               | 松苧神社              |
| 〃     | 重要無形民俗文化財 | 越後縮の紡織用具及び関連資料           | 西本町1            | 十日町市（博物館）    |
| 〃     | 〃                 | 十日町の積雪期用具                     | 西本町1            | 十日町市（博物館）    |
| 〃     | 名勝・天然記念物   | 田代の七ツ釜                           | 田代               | 十日町市・津南町      |
| 〃     | 〃                 | 清津峡                                 | 小出               | 十日町市・津南町      |
| 〃     | 登録有形文化財     | 西永寺本堂                             | 上野甲             | 西永寺                |
| 〃     | 〃                 | 西永寺経蔵                             | 上野甲             | 西永寺                |
| 〃     | 〃                 | 西永寺鐘楼                             | 上野甲             | 西永寺                |
| 〃     | 〃                 | 西永寺庫裏及び廊下                     | 上野甲             | 西永寺                |
| 〃     | 〃                 | 西永寺六和亭（旧永徳寺本堂）           | 上野甲             | 西永寺                |
| 〃     | 〃                 | 星名家住宅雪穴                         | 上野甲             | 個人                  |
| 〃     | 〃                 | 凌雲閣松之山ホテル本館                 | 天水越             | 凌雲閣松之山ホテル    |
| 〃     | 〃                 | 第二藤巻医院本館                       | 上野甲             |                       |
| 〃     | 〃                 | 第二藤巻医院石垣                       | 上野甲             |                       |
| 新潟県 | 指定文化財         | 神宮寺観音堂・山門                     | 四日町             | 神宮寺                |
| 〃     | 〃                 | 山水図釧雲泉筆六曲屏                   | 山本               | 個人                  |
| 〃     | 〃                 | 木造十一面千手観音立像                 | 四日町             | 神宮寺                |
| 〃     | 〃                 | 木造四天王立像（伝広目天・伝毘沙門天） | 四日町             | 神宮寺                |
| 〃     | 〃                 | 伊達八幡館跡出土品                     | 十日町市（博物館） | 神宮寺                |
| 〃     | 〃                 | 久保寺南遺跡出土品                     | 十日町市（博物館） | 十日町市（博物館）    |
| 〃     | 〃                 | 越後縮幡                               | 吉田・山谷ほか     | 吉田社他6社（博物館） |
| 〃     | 〃                 | 大井田城跡                             | 中条               | 十日町市              |
| 〃     | 天然記念物         | 赤谷十二社の大ケヤキ                   | 赤谷               | 赤谷十二社            |
| 〃     | 〃                 | 小貫諏訪社の大スギ                     | 小貫               | 諏訪神社              |
| 〃     | 〃                 | 角間のねじりスギ                       | 角間               | 角間地区              |

### レジャー
- 当間高原（ベルナティオ）
- ナカゴグリーンパーク
- 清田山キャンプ場
- 清津川フレッシュパーク
- 松代城跡公園キャンプ場
- 大厳寺高原
- 十日町市松代ファミリースキー場
- 松之山温泉スキー場
- なかさと清津スキー場
- 上越国際スキー場（当間ゲレンデ）
- 十日町石彫プロムナード
- 信濃川ラフティング（日本アウトドアサービス）
- 川西モトクロス場
- 桂公園こどもランド
- 黒沢観光くり園さるなし園

### 温泉
- 十日町温泉郷
- まつだい芝峠温泉
- 松之山温泉

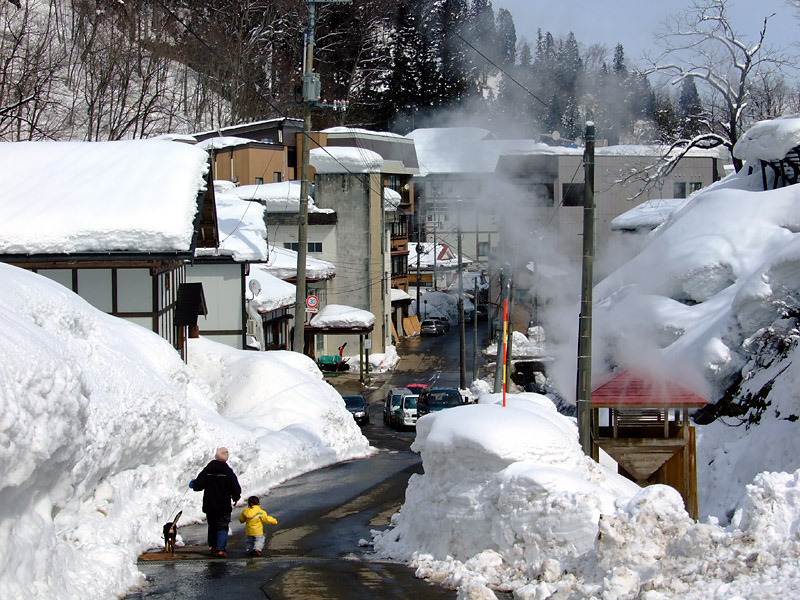
松之山温泉

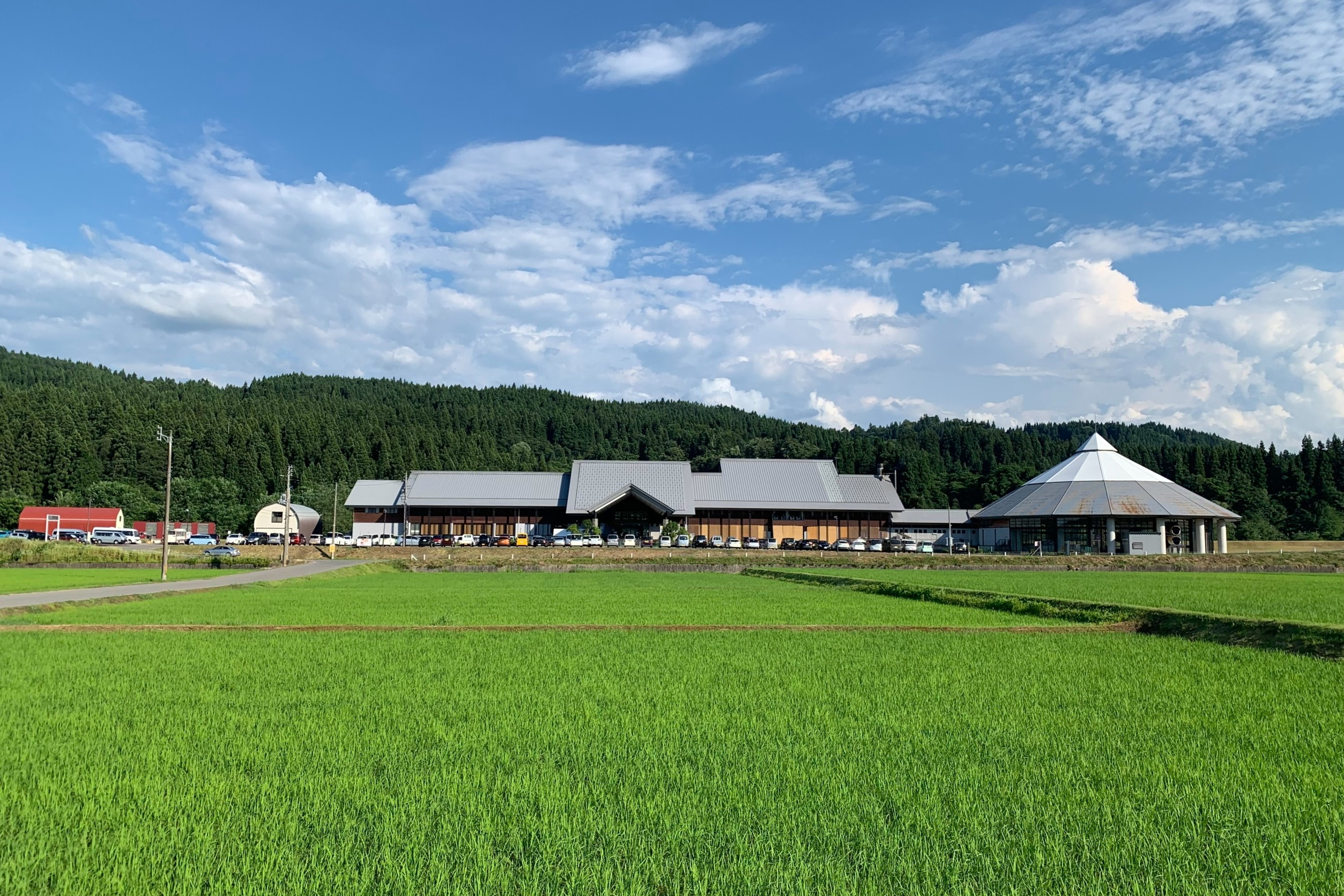
ミオンなかさと

- 明石の湯（越後妻有里山現代美術館キナーレに併設、2003年（平成15年）オープン[8]。2023年（令和5年）3月末で閉館する条例改正案が出されたが継続審査となり[9]、同年4月26日にこの条例改正案は反対多数で否決され存続することになった[10]）
- 千手温泉 千年の湯
- ミオンなかさと
- ゆくら妻有
- 清津峡温泉

### 体験
- 越後田舎体験
- 妻有焼陶芸センター
- TOUR DE TSUMARI ツールド妻有
- 信越トレイル
- スノーカントリートレイル
- 信濃川ラフティング
- 越後妻有RIDEQUEST

### 祭事
- 大白倉のバイトウ（1月）

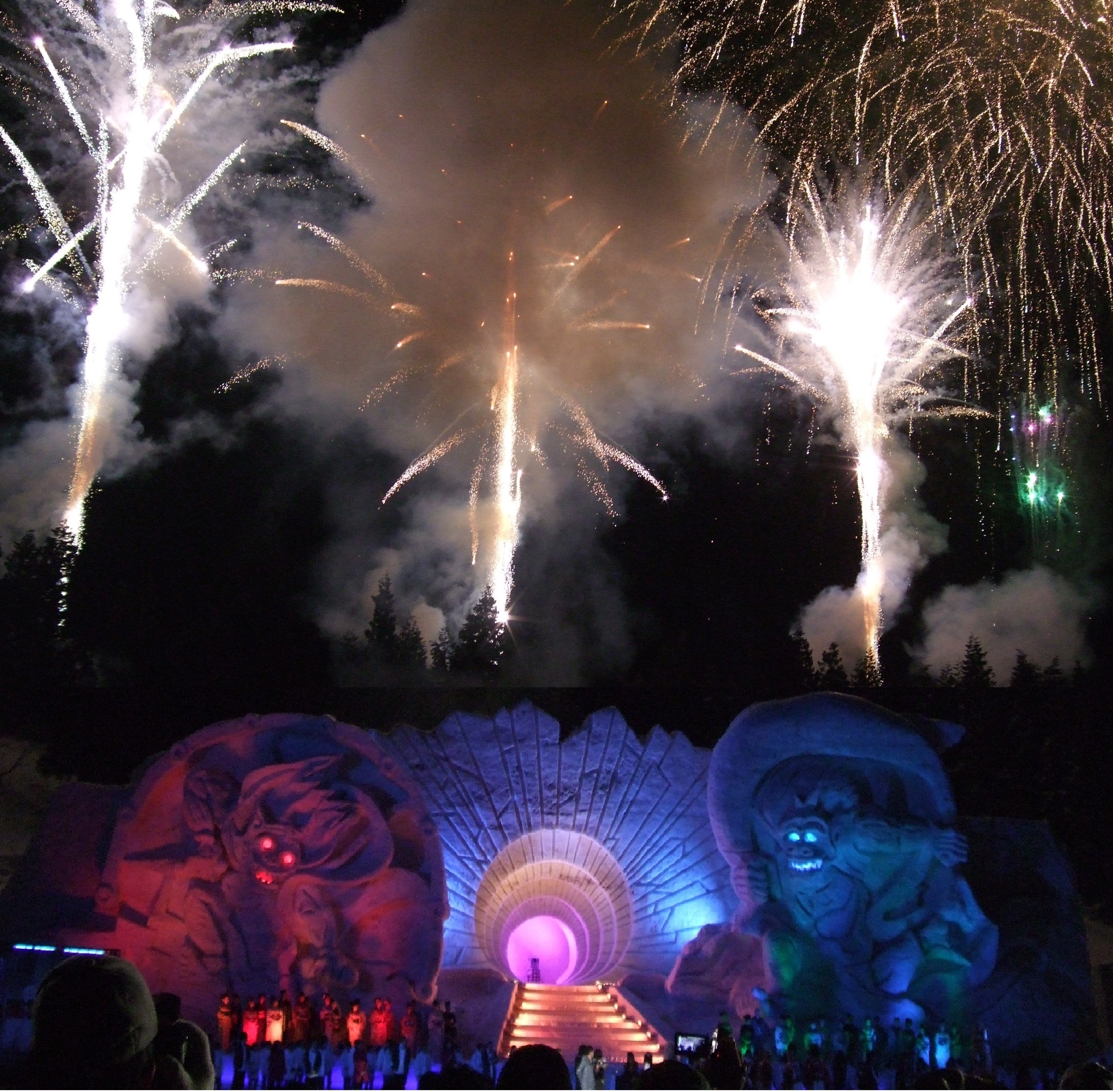
十日町雪まつり

- 婿投げ・墨塗り（1月） - 松之山・湯本地区。越後の奇祭と呼ばれる。
- 節季市（1月） - 農閑期に行われる民具市。チンコロ市とも。
- 十日町雪まつり（2月）日本で最初に開催された雪まつり。
- 雪原カーニバルなかさと（3月）
- 越後まつだい冬の陣（3月）
- 十日町きものまつり（5月）
- 十日町おおまつり（8月）
- 小白倉もみじ引き（9月）

### 特産品
- 魚沼コシヒカリ
- へぎそば
- 地酒
- 雪下にんじん
- 妻有ポーク
- 山菜
- きのこ

## メディア
- エフエムとおかまち - 78.3MHz（2006年（平成18年）開局）
- 十日町新聞 - 毎週木曜日発行（1908年（明治41年）創刊）
- 十日町タイムス - 毎月8・18・28日発行（1908年（明治41年）創刊）
- 妻有新聞 – 毎週金曜日発行（1955年（昭和30年）創刊）
- 東頸新聞 – 毎月1・15日発行
- 新潟日報十日町支局

## 著名な出身者
- 尾台榕堂（漢方医、将軍家茂の侍医）
- 河本杜太郎（志士、幕末の尊攘家）
- 庭野日敬（立正佼成会の開祖会長）
- 岡田正平（新潟県知事 2期、公選制初の県知事）
- 岡田紅陽（写真家）
- 野村ミス（初代の女性衆議院議員）（旧倉俣村出身）[注釈 3]
- 庭野正之助（元日本鉱業（現JXTGホールディングス）社長・会長、元日本鉱業協会会長）
- 高橋幸治（俳優）NHK大河ドラマ「太閤記」「黄金の日日」の織田信長、「天と地と」の武田信玄等の武将役で知られる。
- 志賀夘助（昆虫商）
- しげの秀一（漫画家、「頭文字D」「バリバリ伝説」などで有名。旧松之山町出身）
- 三澤千代治（実業家・MISAWA・international株式会社代表取締役社長、株式会社MISAWA代表取締役会長。）[11]
- 水落敏栄 （参議院議員）
- 白川勝彦（元自治大臣・国家公安委員長、弁護士）2005年4月の十日町市長選挙に立候補したが、落選。
- 桂歌助（落語家）
- ダンナ小柳（電撃ネットワーク）
- 田口晃（政治学者）
- 竹内道雄（歴史学者、長岡工業高等専門学校名誉教授）
- 宮前真樹（元CoCo）出身地は東京都となっているが、生まれた場所は十日町である。
- 越後山重正（元十両力士）
- 凱皇仁（元十両力士）
- 豊富士修（元十両力士。現在は長岡市内にてラーメン店「ラーメン豊」を経営）
- シャドウWX（プロレスラー・大日本プロレス所属）。
- 飯塚昌明（作曲家・ギタリスト）
- 尾身孝昭（新潟県議会議員）
- 阿部徳次（ミートコンパニオン創業者）
- 関口雅文（画家）
- 樋口政幸（車いす陸上競技選手）
- 俵ひかり（歌手）
- 池田伸子（NHKアナウンサー）
- 大平真理子（テレビ新潟放送網アナウンサー） - 実際の出生地が十日町市。
- 柳華織（元新潟総合テレビアナウンサー）
- 小野塚秋良  (ZUCCA創設デザイナー)
- 飯塚隆太  (Restaurant Ryuzuオーナーシェフ)
- 服部勇馬・弾馬（陸上選手）
- ジミー桜井（ギタリスト。本名:桜井昭夫、ドキュメンタリー映画「Mr. Jimmy」主人公）
- 滝沢秀一（お笑いコンビマシンガンズメンバー）[12]
- 涌井徹〈株式会社ジャパンパックライス秋田代表取締役〉

## 名誉市民
- 中山龍次 - 旧十日町市初代市長
- 村山浩一 - 医学博士、宮内省侍医
- 藤巻力雄 - 医師
- 児玉輝彦 - 画家
- 高橋與平 - 実業家、吉池の創業者
- 高橋幸作 - 旧中里村長
- 庭野日敬 - 宗教家、立正佼成会の開祖
- 志賀夘助 - 昆虫採集家、昆虫商
- 上村賢造 - 旧中里村長
- 上村正子 - 医師

## 十日町市を舞台とした作品

### 楽曲
- 十日町小唄 - 作詞:長井白眉、作曲:中山晋平の民謡

### 落語
- 『松山鏡』- 旧松之山町が舞台

### 映画
- 『北国の街』日活。舟木一夫　和泉雅子他。十日町が舞台。ただし撮影は飯山市が中心。予告編の最後に本町と高田町が交差する辺りを南から北に向けて見た風景が流れる。倉本聰脚本。
- 『しなの川』由美かおる主演。十日町が舞台。諏訪神社、その他でロケ。岡崎英生原作、上村一夫漫画の名作を野村芳太郎監督、ジェームス三木脚本　冨田勲音楽で映画化。
- 『図書館戦争』- 十日町情報館でロケが行われた

### テレビドラマ
- 『天地人』- オープニング映像で星峠の棚田が使われた
- 『残念な夫。』- なかさと清津スキー場、ベルナティオなどでロケが行われた
- 『孤独のグルメ Season3 第11話』- 星峠の棚田、脱皮する家などでロケが行われた